# Pere II del Brasil
Pere II del Brasil (portuguès: Pedro II)  (Rio de Janeiro, 2 de desembre de 1825 - París, 5 de desembre de 1891), encunyat El Magnànim, va ser emperador del Brasil des de l'any 1831 fins al 1889. Sota el seu regnat, el país va viure un període d'estabilitat i creixement que es va allargar més de 30 anys. Entre les seves conquestes més destacades, es troben la victòria a la Guerra de la Triple Aliança (1870) i l'abolició de l'esclavitud al Brasil (1888).
Era fill de l'emperador Pere I del Brasil i l'emperadriu Maria Leopoldina d'Àustria. Era net, per via paterna, del rei Joan VI de Portugal i de la infanta Carlota Joaquima d'Espanya i, per via materna, de l'emperador Francesc I d'Àustria i de la princesa Maria Teresa de Borbó-Dues Sicílies.
L'any 1843 contragué matrimoni amb la princesa Teresa de Borbó-Dues Sicílies, filla del rei Francesc I de les Dues Sicílies i de la infanta Maria Isabel d'Espanya. La parella tingué els següents fills:
- SAI el príncep imperial Alfons del Brasil, nat a Rio de Janeiro el 1845 i mort el 1847 a Rio de Janeiro.
- SAI la princesa imperial Isabel del Brasil, nada a Rio de Janeiro el 1846 i morta al Castell d'Eu (França) el 1921. Es casà el 1864 a Rio de Janeiro amb el príncep Gastó d'Orleans.
- La princesa de Saxònia-Coburg i Gotha Leopoldina del Brasil, nada el 1847 a Rio de Janeiro i morta el 1871 a Viena. Es casà el 1864 a Rio de Janeiro amb el príncep August de Saxònia-Coburg Gotha i renuncià als seus títols brasilers.
- SAI el príncep imperial Pere del Brasil, nat el 1848 a Rio de Janeiro i mort el 1850 a Santa Cruz (Rio de Janeiro).

Monograma de Pere II.

El dia 7 d'abril de l'any 1831, Pere I abdicà del tron imperial del Brasil i viatjà a Portugal per lluitar amb la seva filla Maria II per ajudar-la a recuperarla corona portuguesa, usurpada pel seu germà Joan. Llavors, va cedir el títol imperial al seu fill Pere, qui només tenia cinc anys. Durant el període que va des de l'abdicació de Pere I fins al 23 de juliol de 1840, any en què se'l declarà major d'edat, s'establí una regència que es mostrà enormement inestable.
D'esperit liberal, l'emperador contribuí decididament al procés d'industrialització del país promocionant la introducció del ferrocarril al Brasil mitjançant la concessió feta al vescomte de Mauá per la construcció de la primera línia ferroviària. Promotor cultural i científic, creà i reformà diverses escoles culturals i facultats universitàries arribant a fundar, el 1838, l'Institut Històric i Geogràfic Brasiler i l'Arxiu Nacional del Brasil.
A mesura que els anys del seu regnat avançaven, aparegué i es desenvolupà un corrent de pensament contrari al règim imperial. La monarquia havia tingut tradicionalment el suport de l'Església Catòlica, l'aristocràcia i la burgesia terratinent, a més de l'Exèrcit imperial. Però, les despeses generades per la Guerra de la Triple Aliança desenvolupada entre el Brasil, l'Uruguai i el Paraguai entre els anys 1865 - 1870, més les enemistats guanyades per la monarquia arran de l'abolició de l'esclavitud contribuïren a minar els suports en favor de la causa monàrquica. A més a més, l'exèrcit anhelava un canvi institucional que li concedís més llibertat de moviments i l'Església recel·lava d'un monarca que era masó i anhelava la instauració d'un ideari laic al país.

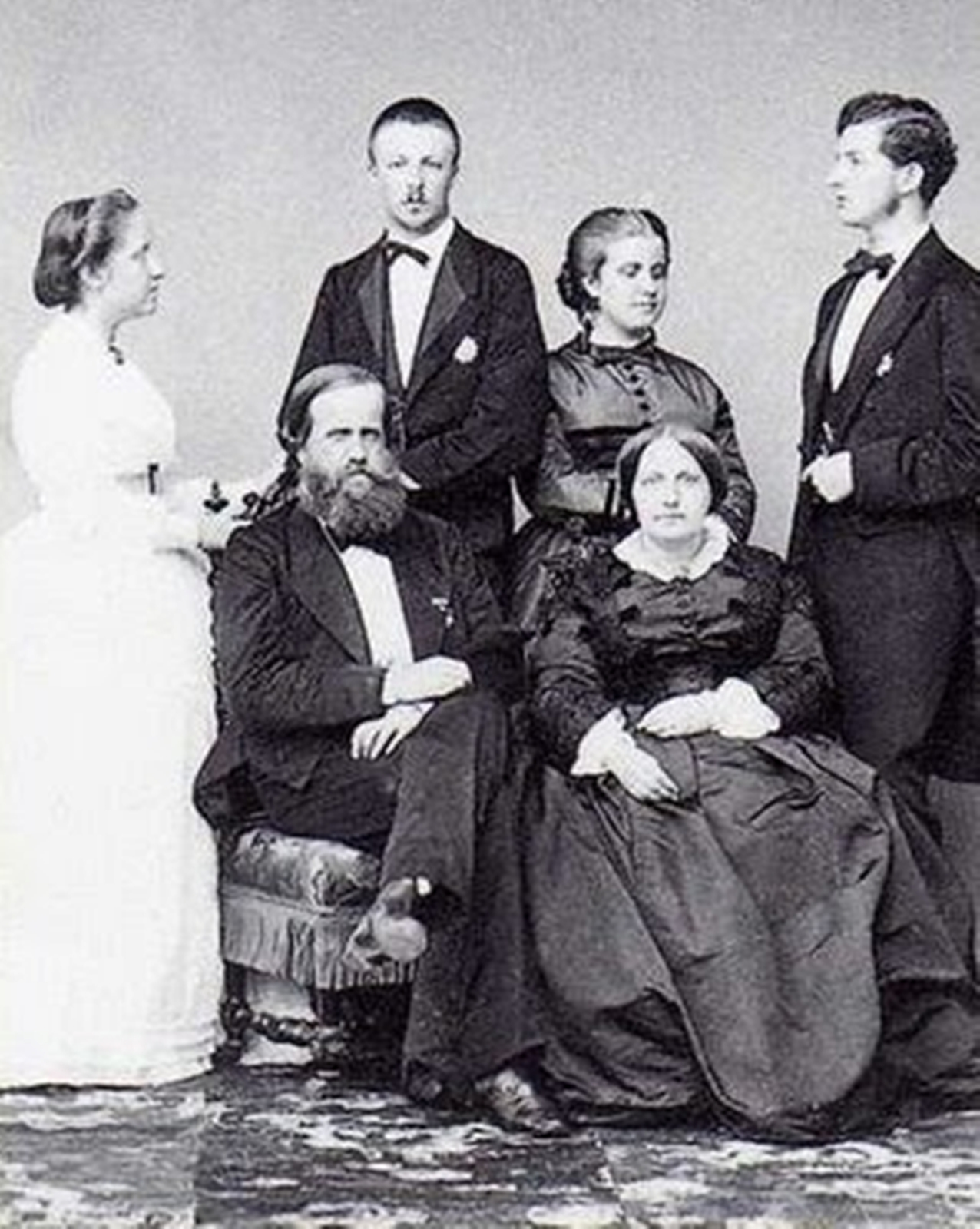
Dempeus, la Princesa Imperial Isabel i el seu marit, Gastó d'Orléans, Compte d'Eu i la Princesa Leopoldina i el seu marit, Lluís August, Príncep de Saxònia-Coburg i Gotha. Asseguts, l'Emperador Pere II i la seva muller, l'Emperadriu Teresa Cristina (imatge presa entre 1864 i 1870).

Tot plegat ocorregué en un moment en què les forces liberals que recolzaven la monarquia començaren una insistent campanya per desacreditar la figura del monarca qualificant-lo de poc capaç de dirigir la renovació institucional i generacional que el país necessitava. A més, no hi havia un successor clar, ja que Pere II només tenia una filla viva, Isabel. Malgrat que l'emperador gaudia d'un ampli suport popular, el dia 15 de novembre de l'any 1889 tingué lloc una revolta militar dirigida pel mariscal Deodoro da Fonseca que derrocà la monarquia de forma pacífica. La tranquil·litat amb què conclogué el cop d'estat fou també gràcies a la immediata acceptació de la nova situació per part del sobirà, que va expressar els seus desitjos de prosperitat al nou règim republicà.
La família imperial arribà primer a Porto, on va finar l'emperadriu Teresa, qui havia emmalaltit durant la travessia transoceànica. Posteriorment es desplaçaren a França, on s'instal·laren definitivament. Des de l'exili, el monarca continuà contribuint al desenvolupament cultural del país a través de multitud de donacions de la seva extensa col·lecció privada.
Pere II morí a París el dia 5 de desembre de 1891. No fou fins a l'any 1922 que el seu cos fos traslladat al Brasil. El 1939 fou sepultat definitivament a Petròpolis, en un nou mausoleu construït per a l'ocasió, cerimònia a la qual assistí el president de la República, Getúlio Vargas.

## Infantesa

### Naixement

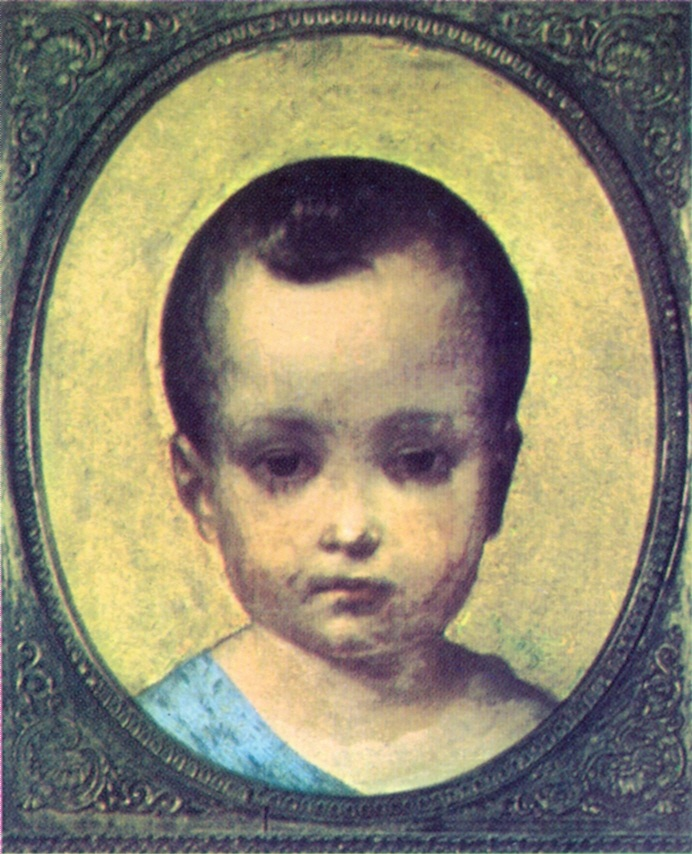
Pere amb 10 mesos de vida

Pere va néixer a les 02:30 de la matinada del dia 2 de desembre de 1825 al Paço de São Cristovão, la residència de la família imperial a Rio de Janeiro. El seu nom va ser triat en honor a Sant Pere d'Alcàntara i el seu nom de baptisme és Pedro de Alcântara João Carlos Leopoldo Salvador Bibiano Francisco Xavier de Paula Leocádio Miguel Gabriel Rafael Gonzaga.
Pel seu pare, l'emperador Pere I, el nen era membre de la branca brasilera de la Casa de Bragança i, des del seu naixement, el nom era precedit pel títol honorífic Dom (Senyor).. Era net del rei Joan VI de Portugal i de la infanta Carlota Joaquima d'Espanya i nebot de Miquel I de Portugal. La seva mare era l'arxiduquesa Maria Leopoldina d'Àustria, qui era filla de l'emperador Francesc I d'Àustria (últim monarca del Sacre Imperi Romanogermànic) i de la princesa Maria Teresa de Borbó-Dues Sicílies. Per via materna, era nebot de Napoleó Bonaparte i cosí dels emperadors Francesc Josep I d'Àustria i Maximilià I de Mèxic.
Va ser l'únic fill legítim de sexe masculí que va sobreviure la seva infantesa. Va ser oficialment reconegut com a hereu del tron imperial amb el títol de Príncep Imperial el 6 d'agost de 1826. La seva mare, l'emperadriu Leopoldina va morir l'11 de desembre de 1826, a causa de les complicacions esdevingudes després d'un part amb mort perinatal dies abans. Pere, doncs, no va guardar records de la mare, més enllà del que va sentir a dir o va llegir. La influència del seu pare, qui el va abandonar als cinc anys, es va anar esvaint amb el temps, tret d'alguns records puntuals.
Dos anys i mig després de la mort de Leopoldina, l'emperador es va casar amb Amàlia de Leuchtenberg. Malgrat que el príncep Pere va passar poc temps amb la madrastra, van poder establir una relació afectuosa, que mantingueren fins a la mort d'Amàlia, el 1873. El 7 d'abril de 1831, després d'un llarg conflicte a Portugal, Pere I va decidir abdicar en el seu fill i marxar immediatament a Lisboa, on lluitaria per prendre la corona al seu germà Miquel I i restablir en el tron a la seva filla Maria II de Portugal, l'hereva legítima de la corona. Des d'aquell moment, el tractament formal del nen va passar a ser Dom Pedro II, Imperador Constitucional e Defensor Perpétuo do Brasil.

### Educació

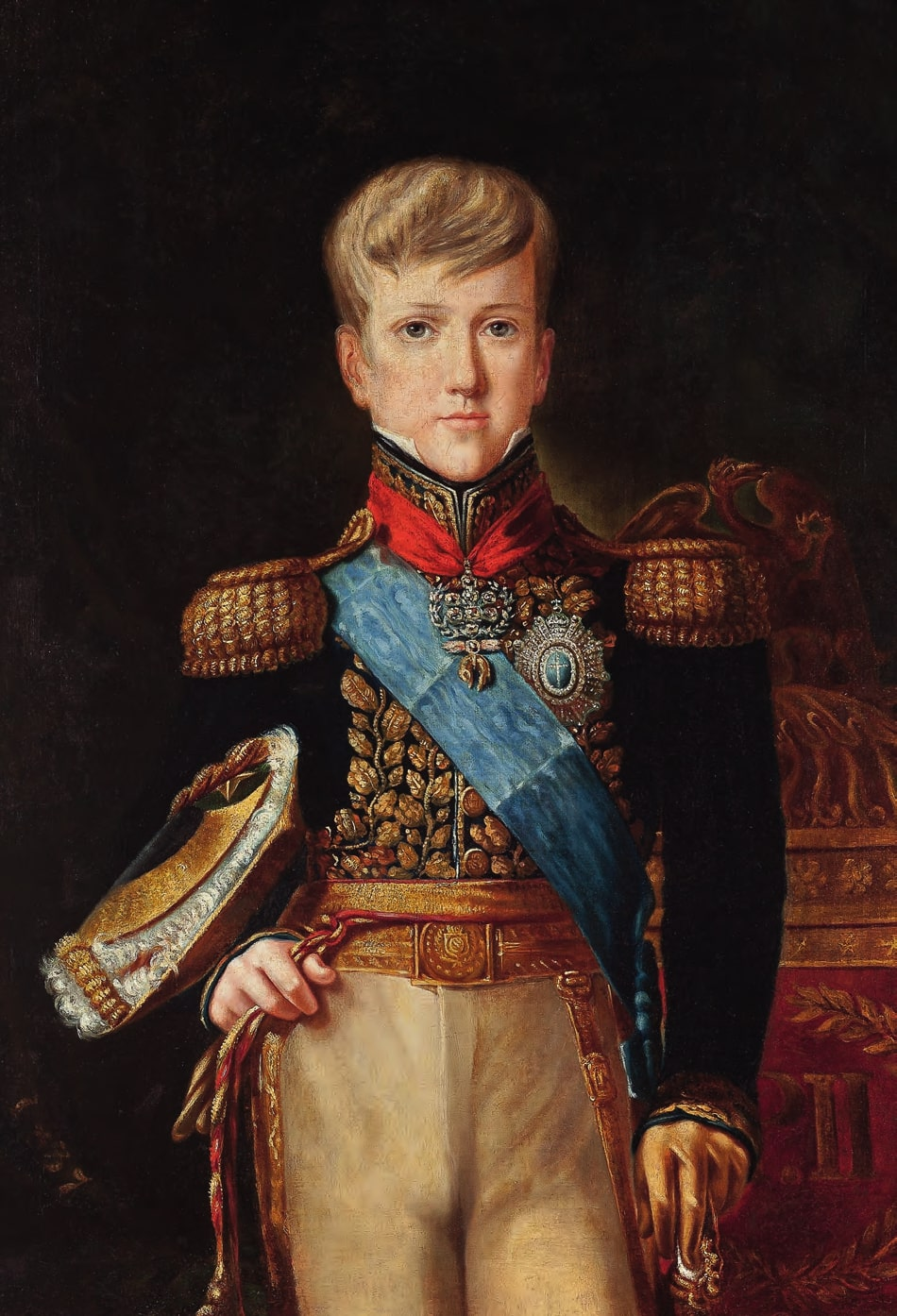
L'emperador Pere II amb 12 anys, vestint l'uniforme de gala (1838).

Abans de deixar Rio, Pere I va seleccionar tres persones per cuidar de la seva descendència:
- José Bonifácio de Andrada, íntim amic, confident i líder durant l'etapa de la independència del Brasil, qui va ser nomenat tutor.[23][24]
- Mariana Carlota de Verna Magalhães Coutinho, dama de la cort que havia fet de mainadera de Pere des que aquest va néixer. El nen li tenia gran afecte.[2][25]
- Rafael, un empleat negre de la residència imperial, veterà de la Guerra Cisplatina. Era una persona de confiança de Pere I, qui va demanar-li que vetllés pel seu fill, cosa que va fer fins a la seva mort.[26][8][27]
- L'any 1833, José Bonifácio va ser acusat de conspiració contra l'Imperi i va ser empresonat. Va ser substituït de les seves funcions de tutor per Manuel Inácio de Andrade, marquès d'Itanhaém.[28][29][30]

Pere II passava els dies estudiant, amb tan sols dues hores lliures d'esbarjo. Es va tenir molta cura en educar la seva personalitat i els seus valors, diferenciant-los de la impulsivitat demostrada pel seu pare. La seva passió per la lectura li permetia assimilar qualsevol informació. No era un geni, però sí intel·ligent i amb una gran capacitat per acumular i retenir coneixements amb facilitat.
L'emperador va tenir una infància solitària i infeliç. La pèrdua dels pares sent encara molt jove el marcaria de per vida. Va tenir pocs amics de la seva edat i el contacte amb les germanes era limitat. L'ambient en el que va ser criat el va tornar tímid i mancat d'estima, trobant en els llibres un refugi del món real.

### Coronació anticipada
L'elevació de Pere II al tron imperial el 1831 va dur a un període de crisi, el més turbulent de la història del territori. Va ser designat un comitè de regència, formada per tres senadors: Lima e Silva, Campos Vergueiro i Carneiro de Campos. Els regents, però, comptaven amb poders limitats, estaven sota el control de l'Assamblea General i mai van esdevenir un òrgan respectat per les diferents faccions formades al país.

Des de 1835 ja s'especulava amb la possibilitat de disminuir l'edat en que el jove emperador seria considerat major d'edat, sense haver d'esperar que arribés als 18 anys el desembre de 1843. La idea era recolzada pels dos principals partits polítics, que creien que podrien manipular a un rei jove i inexpert, traient-ne un profit partidista. Conforme el període regencial s'allargava, els propis polítics van ser conscients de la seva incapacitat per governar i veien l'emperador com una figura d'autoritat imprescindible per posar ordre en el país. El poble, per la seva banda, també era favorable a la reducció de la majoria i consideraven l'adolescent com un símbol de la unió de la Pàtria.

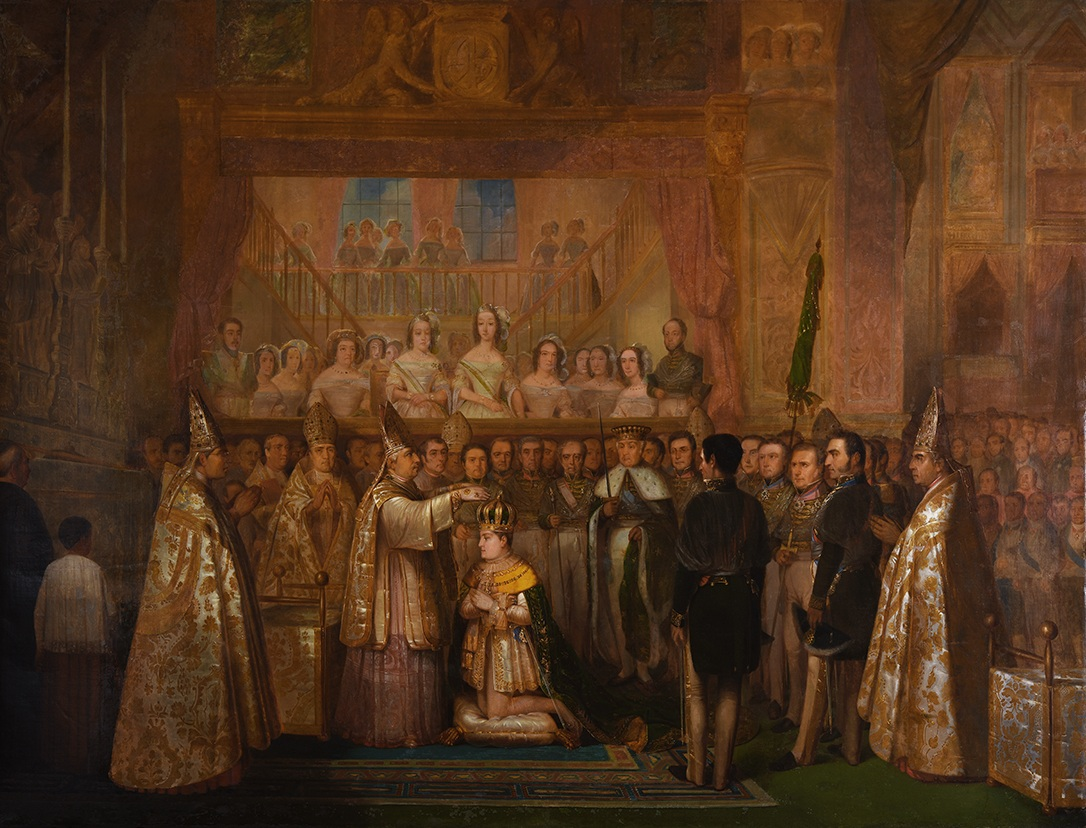
Coronació de Dom Pedro II (François-René Moreaux, 1842).

Es va redactar una proposta al Parlament per reduir legalment la majoria d'edat de Pere II. Una delegació va dirigir-se al Paço de São Cristovão, la residència de l'Emperador, per consultar al monarca qui era el seu desig. Pere II va mostrar-se favorable a l'avançament de la data de la majoria. Quan va ser qüestionat si preferia esperar a la data del seu 15è aniversari, va oposar-s'hi, demanant que la resolució fos efectiva de manera immediata. D'aquesta manera, l'endemà, 23 de juliol de 1840, l'Assamblea General va declarar formalment la majoria d'edat de Pere, amb 14 anys i 234 dies. Aquella tarda, el jove va prestar jurament.
La cerimònia de coronació de Pere va tenir lloc el 18 de juliol de 1841 a la Capella imperial de l'Església de la Mare de Déu del Carme (Nossa Senhora do Carmo), l'antiga Catedral de Rio de Janeiro. En l'aclamació popular, l'alferes major cridà: «És consagrat el molt alt i molt poderós príncep, el Senyor Dom Pedro II per la Gràcia de Déu i la unànime aclamació dels pobles, Emperador constitucional i Defensor perpetu del Brasil. Visca l'Emperador!».

## Consolidació

### Matrimoni

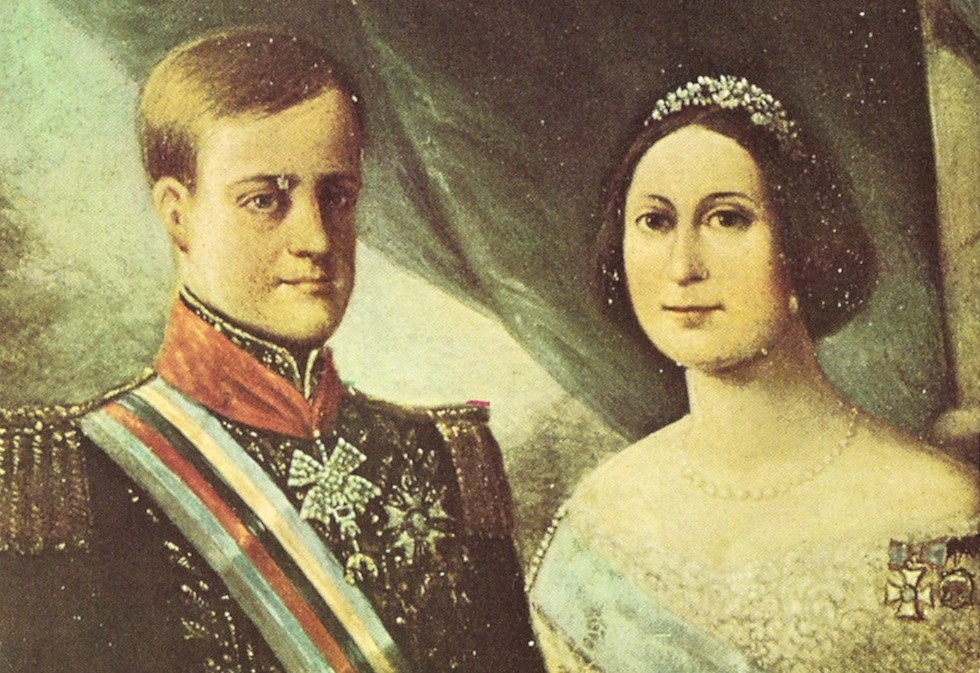
Els emperadors Pere II i Teresa Cristina (1843).

El final de la regència va estabilitzar el govern. Amb un legítim monarca assegut al tron, l'autoritat va ser revestida d'una única i clara veu. Pere II percebia el seu paper com el d'un jutge, mantenint els seus preconceptes personals de costat per a què no afectessin el seu deure d'arbitrar les disputes polítiques. L'adolescent era dedicat, efectuant en persona inspeccions diàries, realitzant visites oficials i assistint a diversos esdeveniments públics. La confiança en si mateix va impressionar els seus súbdits, tot i la seva timidesa i escassa desimboltura que arrossegava des de l'abandó del seu pare.
 L'experiència viscuda amb la mort de la seva mare l'abandó de Pere I, més les intrigues polítiques viscudes els anys anteriors, van comportar que difícilment s'obrís amb els altres, preferint converses curtes i directes.
Un grup de cortesans, servents i polítics d'alt nivell, coneguts amb el nom de facció àulica, van establir una gran influència durant els primers anys de mandat de Pere II, aprofitant-la per eliminar rivals i incrementar el seu poder. Dirigien, des del darrere, les decisions polítiques de l'emperador; restringint el contacte amb l'oposició, censurant informes o proposant activitats que l'allunyaven del nucli de poder. La capacitat dels àulics era tanta, que van poder organitzar el casament de l'emperador i triar-ne l'esposa. El Regne de les Dues Sicílies va oferir la mà de l'arxiduquesa Teresa de Borbó-Dues Sicílies. El matrimoni va ser efectiu el dia 30 de maig de 1843, per poders, a Nàpols i Teresa, ja convertida en emperadriu, va atracar a Rio el 3 de setembre. Pere, a qui havien entregat un quadre de la seva promesa, va restar decebut per la fisonomia de la seva muller, dient que era baixa, grassa i coixa i que no s'assemblava a la imatge que mostrava aquell quadre. Malgrat la desil·lusió inicial, la cerimònia va seguir tal com estava programada, celebrant-se l'endemà, 4 de setembre, amb la ratificació dels vots manifestats en els poders i el conferiment de la benedicció nupcial.

### Exercici de l'autoritat imperial
Vora 1846 Pere II ja havia madurat física i mentalment. Ja no es tractava del jove insegur de 14 anys, que es deixava portar per suggestions i complots secrets i altres tàctiques manipuladores. D'adult, va arribar als dos metres d'alçada, era ros i amb els ulls blaus i era descrit com atractiu. A més de l'evident creixement físic, les seves febleses van desaparèixer i les fortaleses del seu caràcter van fer-se determinants. Va aprendre, no només a ser imparcial i curós, sinó també a ser cortès, pacient i sensat. A mesura que va anar exercint la seva autoritat en solitari, les seves habilitats socials i la dedicació al govern de la nació, van contribuir enormement en la millora de la seva imatge pública. En paraules de l'historiador R. J. Barman: «Mantenia les seves emocions sota una disciplina fèrria. Mai va ser groller ni va perdre els estreps. Era excepcionalment discret amb les paraules i cautelós en la seva manera d'actuar».
En aquella època va fer una visita d'estat a les províncies del sud del país: São Paulo i Paraná (que llavors formaven una única entitat administrativa), Santa Catarina i Rio Grande do Sul. Va veure's sorprès per la rebuda entusiasta i afectuosa que van dedicar-li. Això va animar-lo a actuar de manera més decidida i seguint el seu propi criteri. A més, aquest període va veure la caiguda de la facció àulica, que Pere va anar apartant gradualment del seu cercle íntim, sense que això causés enrenou.

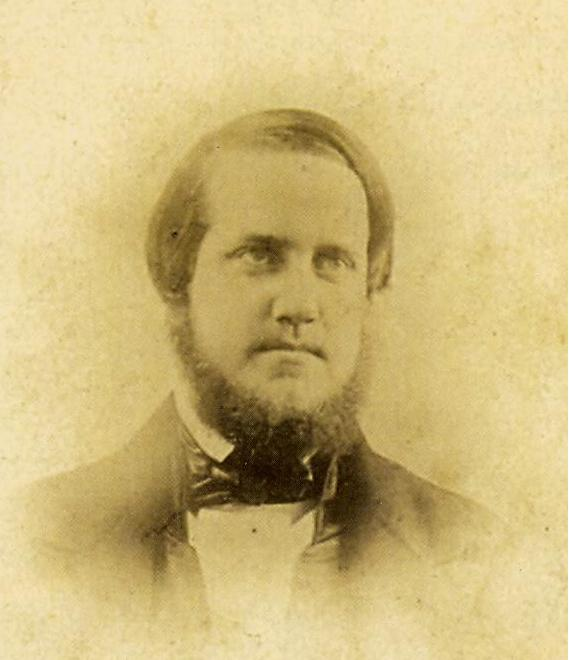
L'emperador en la fotografia més antiga que es conserva de l'emperador, any 1848.

Entre 1848 i 1852, l'imperi va haver de fer front a tres greus crisis:
- En temps de Pere I, el Brasil havia signat un acord comercial amb l'Imperi Britànic en el que es comprometia a aturar el comerç d'esclaus des d'Àfrica. En la pràctica, els vaixells negrers van seguir arribant a les costes brasileres. En la segona meitat de la dècada del 1840, els britànics van signar la llei Aberdeen, que autoritzava a les naus britàniques a abordar els vaixells mercants brasilers i capturar els que transportessin esclaus. Finalment, el 4 de setembre de 1850, el govern brasiler va signar la llei Eusébio de Queirós, que prohibia definitivament la importació d'esclaus.[92]
- La Revolució Praieira va ocórrer a Pernambuco entre 1848 i 1850. Els rebels exigien al govern imperial mesures d'aperturisme social, com sufragi universal, llibertat de premsa, reformes al poder judicial, fre al poder dels latifundistes… L'alçament va mobilitzar fins a 2.500 homes, que marxaren cap a Recife. Allà van ser derrotats abastament per l'exercit i el moviment va dissoldre's.[93][94]
- La Confederació Argentina i el Brasil es disputaven els territoris al voltant del riu de la Plata, així com la lliure navegabilitat de les seves aigües i la dels afluents. El dictador argentí Juan Manuel de Rosas va orquestrar diverses revoltes en terres uruguaianes i brasileres. El conflicte va anar creixent fins que el 1850 es formà una aliança entre aquests últims més diversos territoris rebels argentins, que desembocaren en la Guerra Platina (agost de 1851 - febrer de 1852). La victòria brasilera, va comportar el derrocament de Rosas, va sumir Argentina en una crisi interna i va consolidar el seu domini a continent.[95][96][97] L'actuació diplomàtica de Pere II va ser considerada cabdal en la resolució del conflicte i va reforçar la seva consideració, tant dins com fora del país.[89]

L'èxit en aquests tres fronts van millorar considerablement l'estatus del país en el marc internacional, donant estabilitat i prestigi al país. Brasil va esdevenir hegemònic a l'hemisferi sud. Europa i els Estats Units van començar a tractar al Brasil com un aliat, una monarquia parlamentària amiga, allunyada de les dictadures i inestabilitat que assolaven la resta de Sud-amèrica en aquells anys.

## Maduresa

### El joc polític

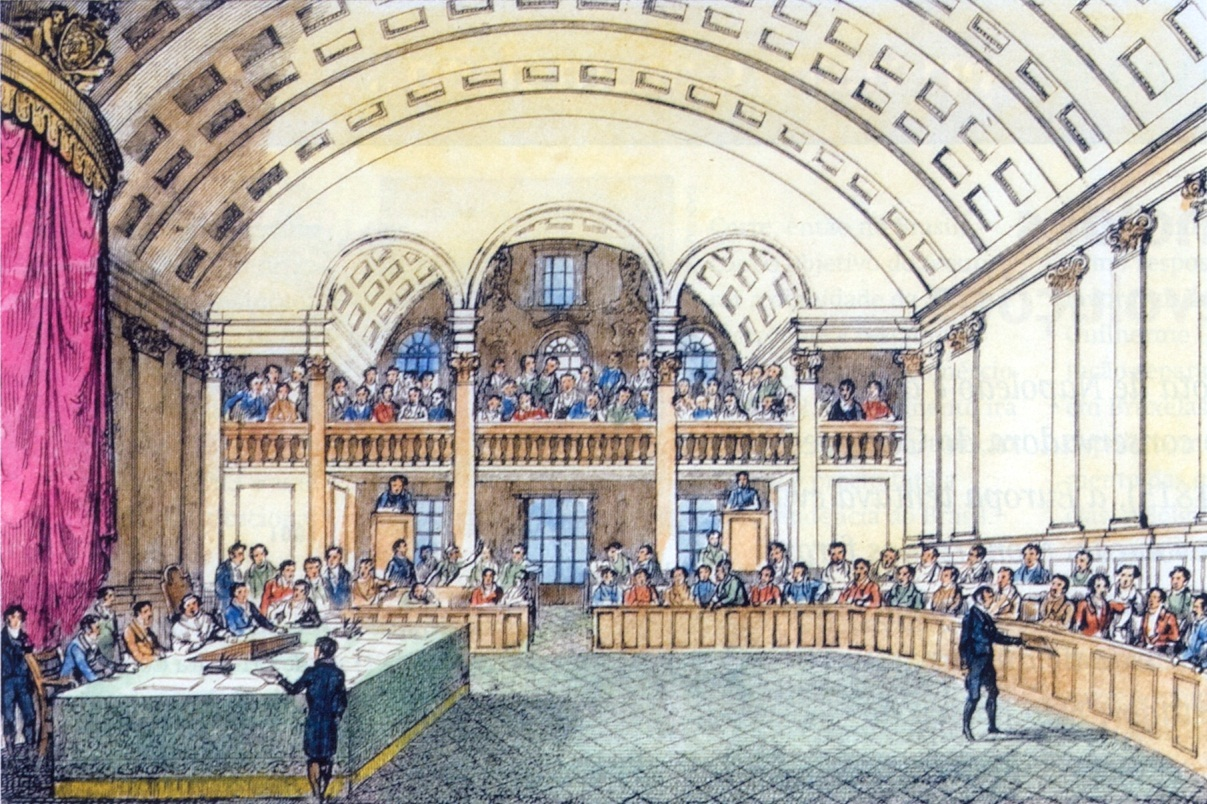
La Cambra de Diputats del Brasil en la primera meitat del.

A principis de la dècada del 1850, el Brasil gaudia d'una estabilitat interna desconeguda fins llavors. El conjunt de la nació començava a estar connectat, per ferrocarril, telègraf i per vaixells a vapor, unint-se en una sola entitat. En l'opinió pública general, tant interna com externa, aquests fets van ser possibles gràcies al govern monàrquic liderat per la figura de Pere II.
L'emperador no era una figura ornamental, com els monarques britànics o un autòcrata com els tsars rusos. L'emperador exercia el poder a través de la cooperació amb els polítics electes, els estaments econòmics i socials i amb el recolzament del poble. Aquesta interdependència i interacció va ser vitals per marcar la senda del regnat de Pere II. Els més notables èxits polítics de l'emperador de forma cooperativa i amb un determinat caràcter conciliador, que el van permetre vèncer els interessos partidistes als quals va haver d'enfrontar-se. Era molt tolerant, responia bé davant les crítiques i la confrontació de parers. Va ser curós en l'elecció de candidats per als càrrecs del govern, sempre ben qualificats i lluitava obertament contra la corrupció. Era respectuós amb el seu mandat constitucional, que l'impedia imposar-se per sobre del consens polític del Parlament.
Va sobreposar-se a la seva infància discreta i als primers anys de mandat, coaccionat per interessos aliens. Demostrava la seva determinació sent una peça essencial en l'engranatge polític, acceptant i utilitzant la seva posició dominant, sense perdre de vista les regles del joc quan el resultat obtingut no era el que ell havia desitjat.
El sistema polític de la nació s'assemblava a altres règims parlamentaristes. L'emperador, com a cap d'estat, era l'encarregat de nomenar un membre del Partit Conservador o del Partit Liberal per exercir de President del Consell de Ministres, qui formaria el seu gabinet de govern. L'altre partit faria d'oposició durant la legislatura, de contrapunt al nou govern. Havia de controlar els dos partits, mantenint la seva reputació d'imparcialitat, treballar conforme a la voluntat popular i no sobrepassar les seves funcions constitucionals. Bona part dels polítics aprovaven la tasca desenvolupada per Pere II, molts d'ells havien viscut l'etapa turbulenta de la regència i el resultat de les desavinences i disputes partidistes. Segons la seva experiència, manifestaven que «l'emperador era indispensable per a la pau i prosperitat permanent del Brasil».

### Vida domèstica

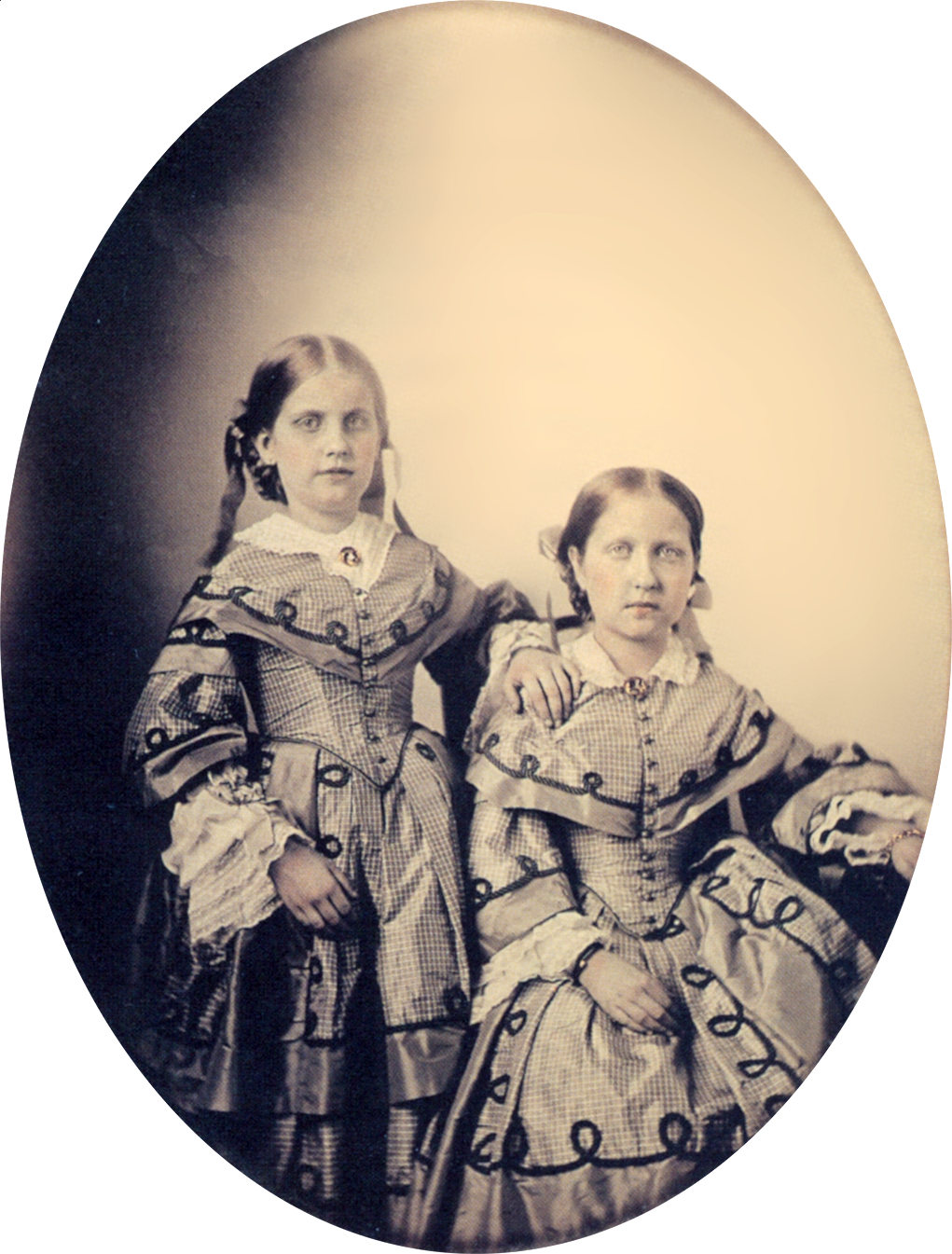
Les princeses imperials Leopoldina i Isabel (1855).

El matrimoni entre Pere i Teresa va començar malament. El 1845, arran del naixement del primer fill, Alfons, la relació va millorar. A continuació, l'emperadriu va tenir tres fills més, Isabel (1846), Leopoldina (1847) i Pere (1848). Emperò, els dos nens van morir molt joves, cosa que va devastar l'emperador. No només va patir com a pare de família, sinó que també va canviar per complet la seva percepció del que havia de ser el futur de l'Imperi. Tot i que s'estimava molt les filles, mai va creure que tinguessin opcions reals de convertir-se en les seves hereves, ja que aquesta funció havia de recaure en un home per tal que la dinastia imperial sobrevisqués. Així doncs, va passar a considerar que el sistema imperial no podia prosperar més enllà de la seva mort. Va facilitar a les seves filles una educació excepcional, fora de la instrucció necessària per tal de poder dirigir un país. Deliberadament, va insistir en apartar Isabel de qualsevol relació directa amb la política.
Pere II era un treballador compulsiu i la seva rutina diària era exigent. Dedicava tota la jornada als negocis d'Estat i el poc temps de lleure que li restava, el dedicava a llegir i estudiar. A partir de 1850, Pere II va començar a mantenir relacions amb altres dones. La més famosa va ser amb Luísa Margarida de Barros Portugal, Comtessa de Barral. Ella havia estat dama de companyia de la germana de l'emperador, Francesca Carolina del Brasil, posteriorment dama de l'emperadriu Teresa i, finalment, va exercir com a educadora d'Isabel i Leopoldina.
Va obligar els polítics i funcionaris a complir un alt nivell d'exigència. Els obligava a treballar vuit hores diàries i va adoptar durs criteris de selecció, basats en la moralitat i els mèrits dels candidats. Ell mateix va imposar-se mesures de constricció. A partir de 1852, els balls i esdeveniments de caràcter lúdic de palau van ser suspesos. Va renunciar a pujar el seu estipendi i renuncià a qualsevol luxe innecessari. Entenia que «una despesa inútil era un furt a la Nació».

### Intel·lectual i mecenes

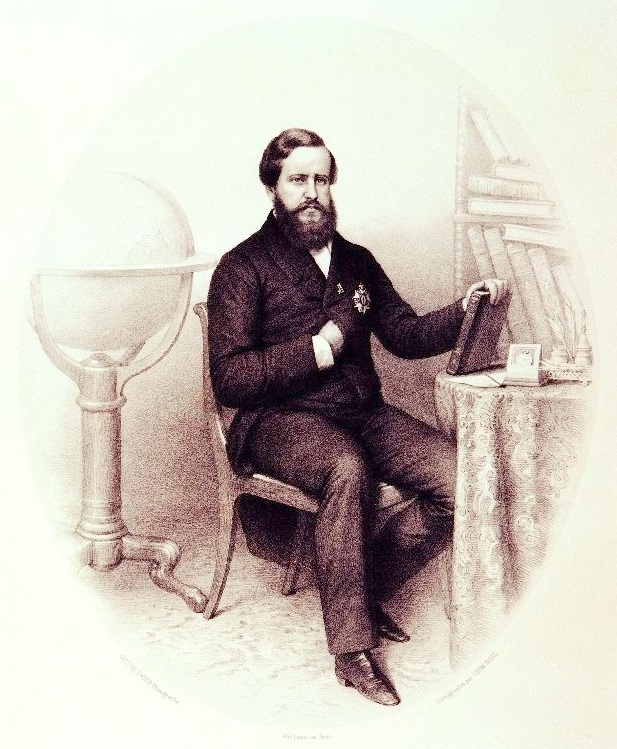
En la dècada de 1850, en molts dels retrats de l'emperador hi apareixen llibres, una referència al seu paper com a defensor de l'educació.

«Vaig néixer per consagrar-me a les lletres i les ciències», va escriure el monarca en el seu diari personal l'any 1862. Sempre va trobar plaer en la lectura i els llibres eren una escapatòria a la seva posició. Tenia habilitat per recitar cites dels llibres que havia llegit, encara que fes molts anys. Els seus interessos eren diversos, incloent-hi antropologia, geografia, geologia, medicina, dret, teologia, filosofia, pintura, escultura, teatre, música, química, poesia o tecnologia. Quan el seu regnat va concloure, el Paço de São Cristovão guardava més de 60.000 publicacions. Un dels seus estudis favorits era la lingüística i va dedicar bona part dels seus esforços en aprendre nous idiomes. Dominava, oral i escrit, el portuguès, francès, alemany, anglès, italià, espanyol, grec, àrab, hebreu, sànscrit, xinès, provençal i tupi-guaraní.
Va convertir-se en el primer fotògraf brasiler, quan va adquirir una càmera de daguerreotip el març de 1840. Inclús va instal·lar un estudi fotogràfic a palau. També va manar instal·lar un laboratori de física i química i un observatori astronòmic.
L'erudició de l'emperador va sorprendre Nietzsche quan tots dos es van conèixer. Victor Hugo li va dir "Senyor, vostè és un gran ciutadà, net de Marc Aureli" i Alexandre Herculano el considerava com "el primer de la seva era, gràcies a la seva ment dotada, degut a la seva constant aplicació d'aquest do per a les ciències i cultura". Va ser membre de la Royal Society, l'Acadèmia de Ciències de Rússia, l'Acadèmia Francesa de les Ciències, l'Académie Royale des Sciences, des Lettres et des Beaux-Arts de Belgique i l'American Geographical Society. Moltes de les personalitats amb les que va intercanviar correspondència van esdevenir amics seus, com Richard Wagner, Louis Pasteur, Jean Louis Rodolphe Agassiz, John Greenleaf Whittier, Michel Eugène Chevreul, Alexander Graham Bell, Henry Wadsworth Longfellow, Joseph-Arthur Gobineau, Frederic Mistral, Alessandro Manzoni, Alexandre Herculano, Camilo Castelo Branco o James Cooley Fletcher.

Emblema de l'IHGB.

Pere va veure clar que havia d'aprofitar tots aquests coneixements en benefici del seu país. L'emperador considerava l'educació com un element d'importància nacional i ell mateix era un exemple de la vàlua de l'aprenentatge. Va dir: «si no fos emperador, m'agradaria ser professor. No conec tasca més noble que la de dirigir les joves ments i preparar els homes del demà». L'educació també va col·laborar en el seu objectiu de crear un sentiment nacional identitari. El seu regnat va veure la creació de l'Institut Històric i Geogràfic Brasiler, per promoure la investigació i la preservació de les ciències històriques, geogràfiques culturals i socials. També va crear l'Arxiu Nacional del Brasil, per preservar i divulgar el patrimoni documental de l'Estat. La Imperial Acadèmia de Música i Òpera Nacional i el Col·legi Dom Pedro II també van ser fundats en la seva etapa com a monarca. La Imperial Escola de Belles Arts, fundada pel seu pare, va rebre un nou impuls pressupostari. Amb càrrec al seu patrimoni personal, Pere II va cobrir beques d'estudi per tal que els brasilers poguessin entrar en facultats, escoles d'art i conservatoris europeus. També va col·laborar en el finançament per crear l'Institut Pasteur i la Festspielhaus de Bayreuth, entre altres projectes fora de les seves fronteres. Els seus esforços van ser reconeguts tant al seu país com fora. Charles Darwin va dir d'ell: «L'Emperador fa tant per la ciència, que tots els savis estan obligats a demostrar-li el més absolut respecte».

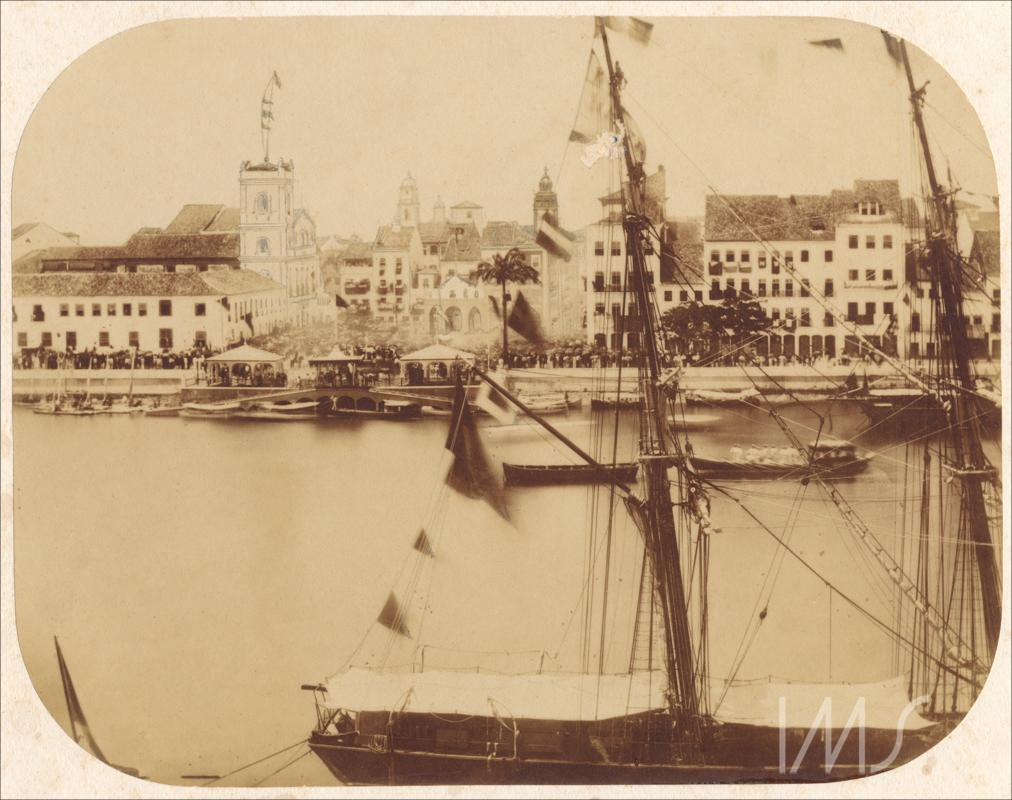
Arribada de Pere II a Recife (Pernambuco), el 1859. L'embarcador va ser construït expressament pel desembarcament de la Família Imperial.

A finals de 1859, l'Emperador va emprendre un viatge per les províncies del nord-est del país. Visità Espírito Santo, Bahia, Sergipe, Alagoas, Pernambuco i Paraíba. Després de quatre meses d'expedició, va retornar a la capital el febrer de 1860. L'experiència va resultar un èxit, havent estat victorejat i rebut calorosament arreu.
La primera meitat dels anys 1860 va viure's una etapa de molta pau i prosperitat al país. Els drets civils, com ara la llibertat d'expressió, va ser defensada vehementment per l'Emperador. Pere II trobava que els diaris eren bons mecanismes per avaluar què opinava la societat sobre l'actualitat del país. El monarca va obrir audiències públiques dos dies per setmana, on qualsevol brasiler podia dirigir-s'hi. El monarca i els membres del govern visitaven sovint escoles, col·legis, presons, fires, fàbriques, quarters i tot tipus d'esdeveniments de caràcter popular, per poder copsar l'ambient de primera mà.

### L'incident Christie
A principis de 1862, un parell d'incidents menors quasi van provocar una guerra entre el Brasil i el Regne Unit, per culpa del cònsol Willilam Dougal Christie. El primer fet va tenir lloc al litoral sul-riograndense, on una embarcació britànica va naufragar i tota la càrrega va ser saquejada pels locals. El segon fou causat per l'empresonament a Rio de dos oficials de les Illes després d'una brega al carrer, mentre anaven beguts.
Christie va exigir una compensació desmesurada al govern brasiler, que no va ser atesa. A continuació, el diplomàtic va donar ordre als vaixells de guerra britànics que capturessin qualsevol nau brasilera, per així poder-se cobrar la indemnització reclamada. En previsió d'un esclat imminent, l'executiu carioca va ordenar l'adquisició de nous vaixells de guerra i va reforçar l'armament de les fortaleses costaneres, donant ordre de disparar si els britànics complien l'embargament i abordaven les seves naus. Pere II va seguir el cas de prop i es va mostrar taxatiu en no cedir a les amenaces britàniques.
El cònsol, veient que Pere II no donaria el seu braç a tòrcer, va optar per rebaixar el to de les seves exigències, sol·licitant la instància d'un arbitratge internacional. El Brasil, veient l'actitud dels europeus, va decidir tallar les seves relacions diplomàtiques.

## Guerra de la Triple Aliança

### Antecedents

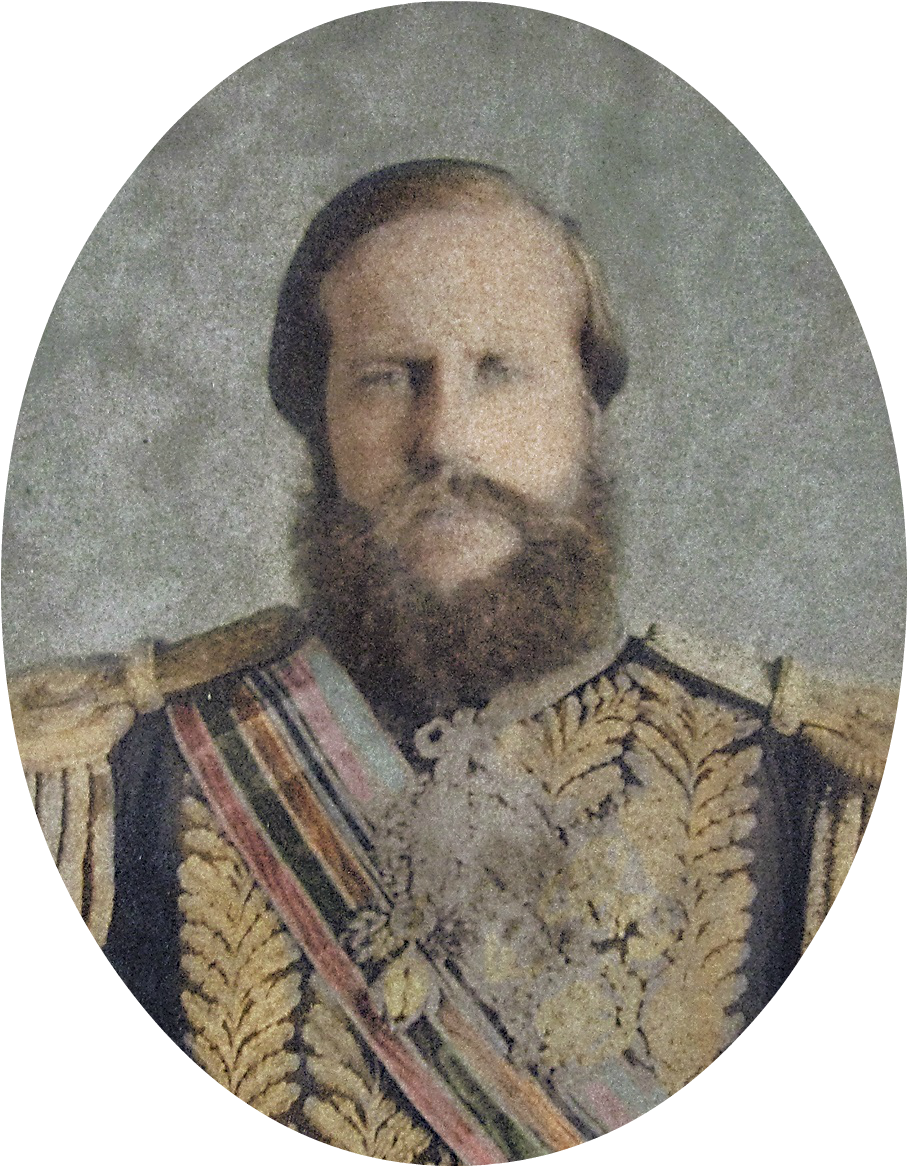
Fotografia acolorida de Pere II, 1865.

El 1864 va esclatar una nova guerra civil a l'Uruguai, amb els dos partits principals, blanco i colorado, lluitant entre si. Una porció important dels habitants de l'Uruguai eren brasilers d'origen i recolzaven el partit colorado. El partit blanco era al poder i, durant el conflicte armat, els seus militants van assassinar diverses famílies uruguaio-brasileres i saquejaren les seves propietats. Això va forçar al govern de Rio a moure fitxa i ho va fer de manera contundent. Havia de defensar el seu domini estratègic sobre la regió, però també pretenia fer una demostració de força que dissuadís els britànics de tensar de nou la corda.
L'exèrcit brasiler va iniciar l'agost de 1864 una ràpida intervenció militar, amb el suport de l'Argentina. Va envair l'Uruguai amb la intenció de derrocar el govern de Bernardo Berro i reemplaçar-lo pel colorado Venancio Flores, afí als seus interessos geopolítics. L'operació va concloure amb èxit el 20 de febrer de 1865.
El novembre de 1864, en plena intervenció uruguaiana. el cabdill paraguaià Francisco Solano López va realitzar una maniobra expansiva, envaint primer les terres de Mato Grosso do Sul, després l'extrem nord-est d'Argentina (Corrientes i Entre Ríos) i, finalment, Rio Grande do Sul. Aquest va ser l'inici de la Guerra del Paraguai o Guerra de la Triple Aliança.

### Primer Voluntari de la Pàtria

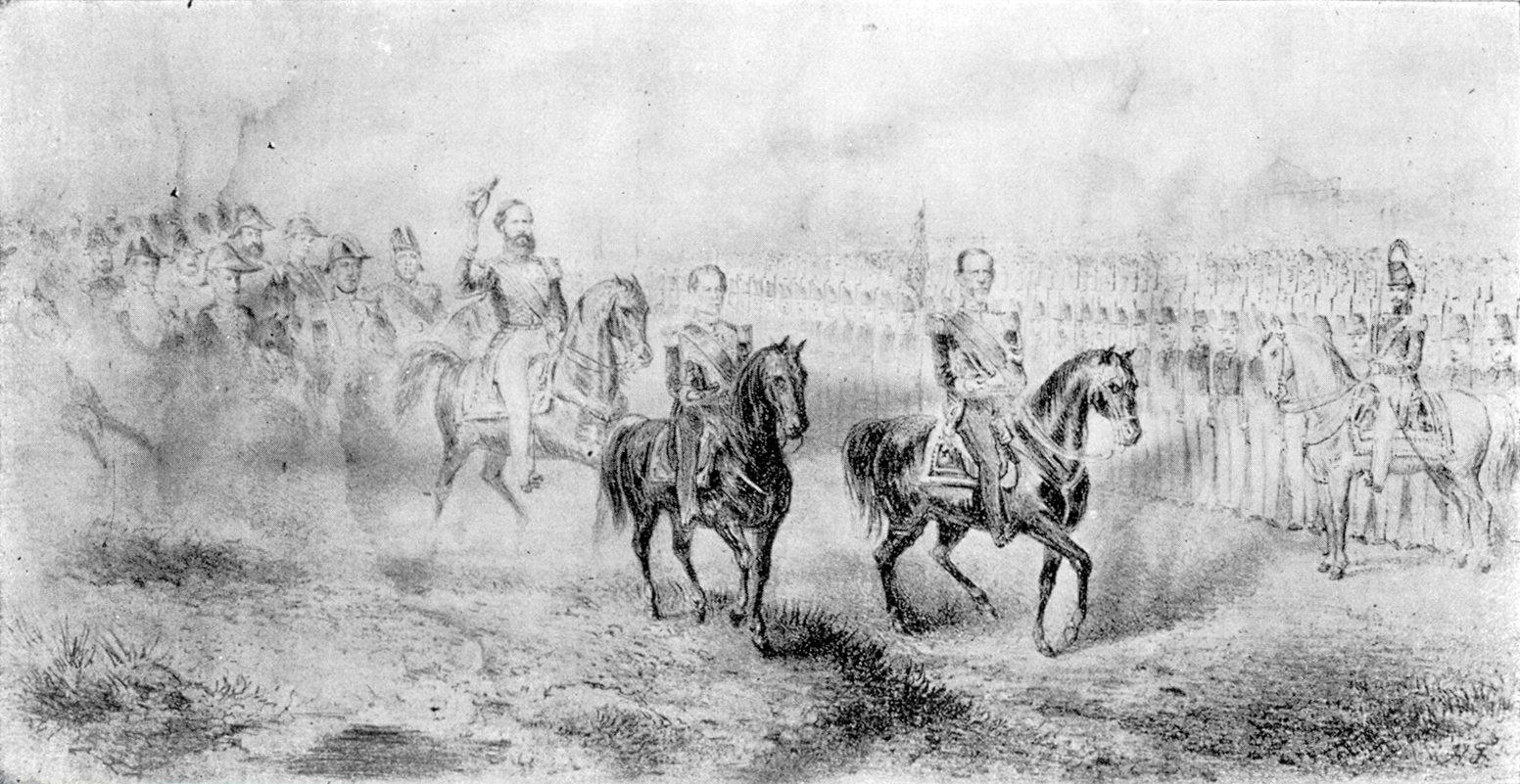
L'Emperador entra triomfant, saludant amb el seu barret, a la seva arribada a Uruguaiana.

Rio Grande de Sul era en aquella època un territori poc cohesionat, per lluites internes, revoltes i conflictes amb el règim imperial. No van poder fer front a l'escomesa paraguaiana i Pere II va insistir en encapçalar ell mateix les línies del front. Tant l'Assemblea General com el Consell d'Estat s'hi van oposar. Fou en aquell moment que l'Emperador pronuncià la seva cèlebre frase: «Si els polítics em poden impedir que hi vagi com a emperador, abdicaré i seguiré com un voluntari de la pàtria». Aquesta va ser una al·lusió als brasilers que es van allistar voluntàriament arreu del país i que van ser coneguts com els Voluntaris de la Pàtria. El monarca va ser anomenat popularment com el "Voluntari Nº 1".
Finalment, Pere II va partir rumb al sud, incorporant-se al front a la ciutat d'Uruguaiana l'11 de setembre de 1865. Aquesta havia estat presa per l'exercit paraguaià, però els brasilers ja havien iniciat el setge per recuperar-la. Per demostrar la seva valentia i transmetre-la a les tropes imperials, l'emperador va cavalcar a tir de rifle de les defenses enemigues, però aquests no van obrir foc. La coordinació de les operacions militars per Pere II i el seu exemple personal van tenir un efecte destacat en l'expulsió dels invasors paraguaians. La rendició d'Uruguaiana va ser llegida com un símptoma de la debilitat en les files de López i es creia que el final de la guerra arribaria aviat.

### El final de la guerra

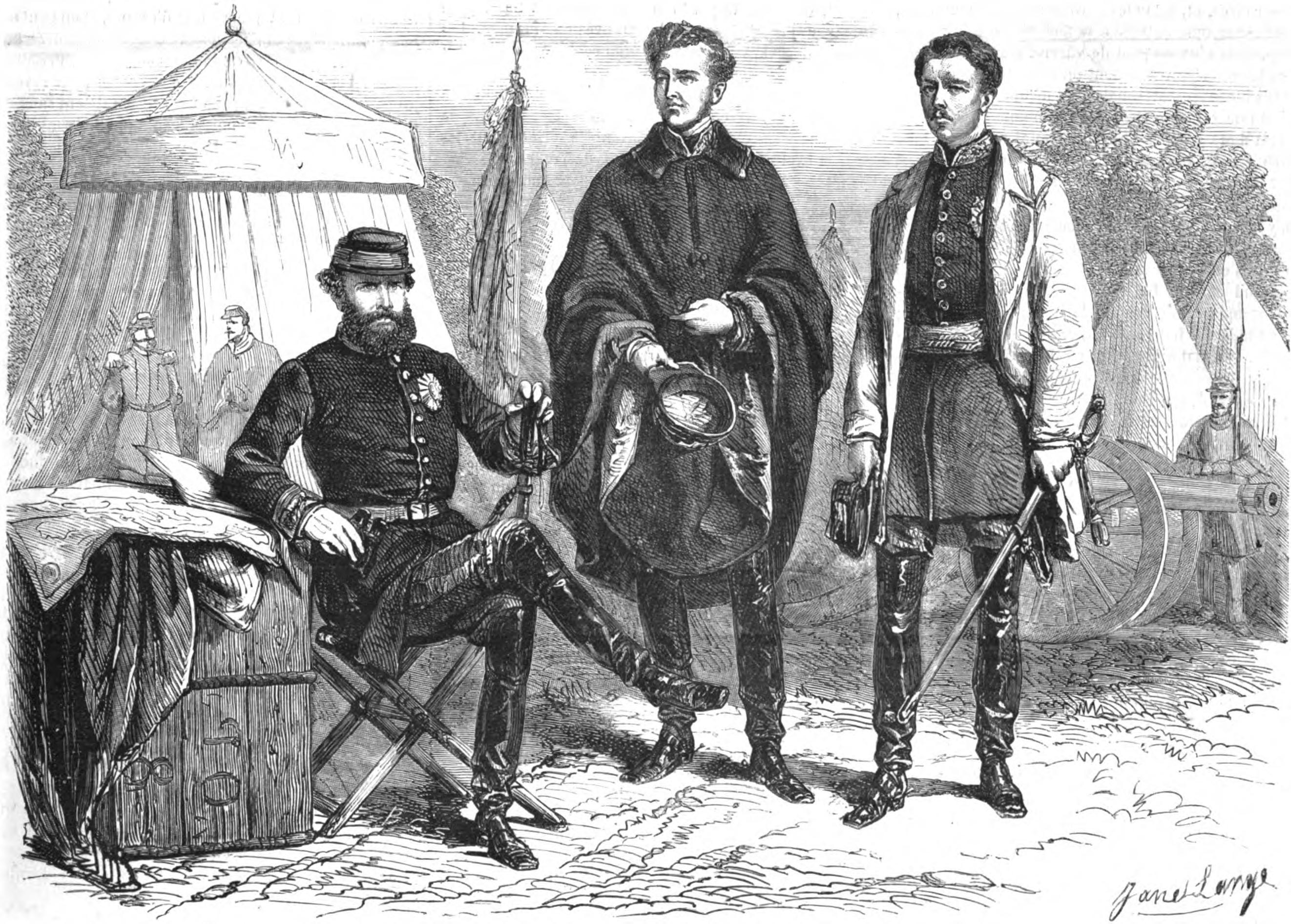
Pere II al camp d'Alegrete, amb els seus dos gendres. L'emperador els va assignar càrrecs de comandància durant la Guerra.

Malgrat les expectatives, la guerra es va allargar cinc anys. Durant aquest període, el monarca va dedicar tot el seu temps i energia al conflicte. Es va ocupar de crear noves lleves, d'assegurar l'arribada de subministraments al front i de supervisar la construcció dels nous vaixells de guerra. Mentrestant, seguia al capdavant de la política interna del país, mediant entre liberals i conservadors. Des del primer atac enemic, l'Emperador va deixar clar que no acceptaria cap altre resultat que no fos la victòria total sobre l'enemic. Aquesta determinació va ser fonamental pel resultat final del conflicte, que arribaria el primer de març de 1870, després de la mort de Francisco Solano López i el seu Estat major a la batalla de Cerro Corá.
Més de 50.000 brasilers van morir i el cost de la guerra va ser l'equivalent a 11 cops els pressupostos anuals del país. Això sí, el país era tan pròsper que va aconseguir desfer-se'n del deute en només deu anys. El conflicte va ser un motor per a la producció industrial i pel creixement econòmic de la nació.

## Apogeu

### Abolicionisme

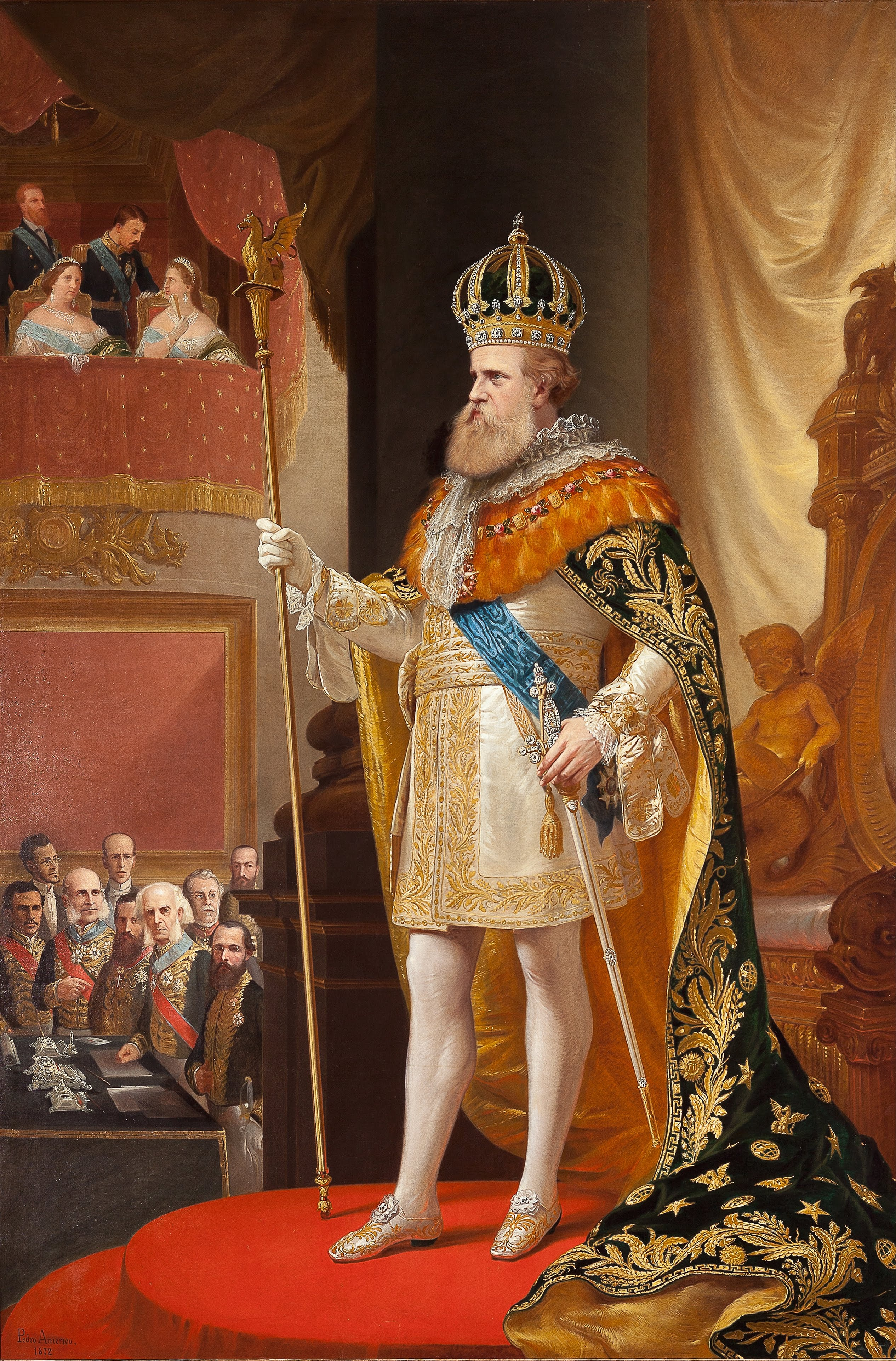
Pere II en el discurs anual al Parlament, 1872.

La resolució diplomàtica del conflicte amb l'Imperi Britànic i la victòria militar contra Uruguai i Paraguai, va donar inici a l'anomenada "era daurada" del Brasil. La popularitat de l'emperador es trobava en el seu punt màxim: es van fer progressos en les esferes política i social i tots els sectors de la societat brasilera es van beneficiar de les reformes i la prosperitat creixent. La reputació internacional de l'Imperi va millorar gràcies a la seva estabilitat política i el seu potencial com a receptor d'inversions. Era vist com una nació moderna i progressista, sense parangó a l'Amèrica Llatina. Amb la pujança econòmica, la immigració va despuntar. Es van inaugurar xarxes de ferrocarrils, noves vies de navegació i altres projectes de modernització de les infraestructures. Com el negoci esclavòcrata estava destinat a desaparèixer, totes aquestes millores eren imprescindibles per poder mantenir el ritme productiu del país.
A principis dels anys 1870, pocs brasilers s'oposaven a l'esclavitud i eren menys encara els que ho feien públicament. Pere II era un dels que es manifestaven en aquest sentit, considerant-la una vergonya nacional. Un any després de la declaració d'Independència, els esclaus formaven el 29% de la població del país, percentatge que va anar caient fins al 15,2%, el 1872. L'abolicionisme era, doncs, un assumpte delicat en el país. Es tractava també d'un negoci transversal, car les famílies més modestes també tenien esclaus. La intenció del monarca era posar fi a l'esclavitud en manera gradual, per minvar-ne l'impacte econòmic i social. Pere II era conscient que, amb aquesta reforma, estava arriscant la seva imatge i la seva posició de jutge imparcial i que feia créixer el descontentament de la classe política i dels seus súbdits. Va precisar de tota la seva perícia com governant per aconseguir els suports necessaris per assolir la seva meta, que havia estat catalogada com a "suïcidi nacional", contrari al desig de la nació.
Un cop la llei Queirós va ser aprovada el 1850, prohibint l'entrada de nous esclaus africans al país, Pere II va encarar una segona reforma, que havia d'abolir l'esclavitud dels nens nascuts en terres brasileres. Però, el projecte va haver d'esperar per ser debatut fins un cop finalitzada la Guerra del Paraguai. Finalment, la nova llei va signar-se el 28 de setembre de 1871. Coneguda com la Llei del ventre lliure (Lei do ventre livre), establia que totes les criatures nascudes de mares esclaves havien de ser considerades lliures.

### La qüestió religiosa
En la dècada del 1870, Pere II va haver de fer front a una crisi religiosa. Com succeïa amb els regnes ibèrics, el Brasil s'encarregava de l'organització de l'església catòlica dins les seves fronteres, sufragant les despeses, nomenant sacerdots i bisbes, ratificant butlles i supervisant els seminaris. Però, durant dècades, el clergat brasiler havia restat descuidat, amb manca de membres, indisciplina i escassa preparació. Això feia perdre prestigi a l'Imperi davant del Vaticà. El govern brasiler va preparar un programa amb una sèrie de millores de l'estament religiós, amb l'intent de reparar aquest dèficit. Van ser escollits nous bisbes, que complien amb els requisits acadèmics i morals. Però, la nova lleva va resultar contrària al control que exercia Rio en detriment de Roma.

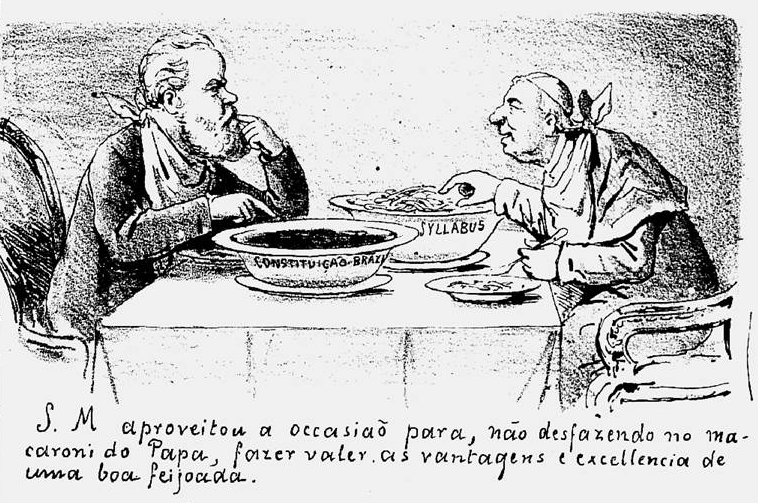
Vinyeta sobre la Qüestió Religiosa. La llegenda diu: «Sa Majestat va aprofitar per, sense descuidar els macarrons del Papa, fer valer les avantatges i excel·lència d'una bona feijoada». El plat de Pius IX porta escrit Syllabus, el seu escrit antiliberal; mentre que al plat de Pere II hi diu Constitução.

Els bisbes d'Olinda i Recife, Dom Vital i Dom Macedo Costa, membres d'aquesta nova generació de religiosos influenciats per les resolucions antiliberals del Concili Vaticà I, van ordenar l'expulsió dels maçons, malgrat que la maçoneria brasilera no es definia com atea o anticlerical. El ministre José Maria da Silva Paranhos, Vescomte de Rio Branco, va intentar que revoquessin l'ordre, però els clergues ho van recusar. Ambdós van ser jutjats i condemnats a quatre anys de presó.
Pere II ere un adepte del catolicisme, que creia un important difusor dels valors cívics. Però, mai va considerar la fe cristiana una doctrina única e inamovible. Sense caure en actituds poc ortodoxes, se sentia lliure per pensar amb llibertat i acceptar idees noves, com la Teoria de l'Evolució de Darwin.. El seu respecte per les creences religioses no l'impedien reconèixer la primacia de la Constitució i el Govern del país. Doncs, en el cas dels dos bisbes va mantenir-se al costat del seu ministre i la decisió judicial. El conflicte va terminar un any després de la sentència, per via diplomàtica: la Santa Seu va cancel·lar l'ordre d'expulsió dels maçons i, a continuació, el govern de Pere II va decretar una amnistia, alliberant Vital i Macedo Costa.

### El viatger
Aquella dècada va servir a l'Emperador per realitzar dos grans viatges internacionals. El primer es va produir entre 1871 i 1872. Arribats a Portugal, Pere II va poder visitar l'emperadriu Amàlia de Leuchtenberg, segona esposa del seu pare Pere I, a qui no veia des de l'abdicació i sortida de Rio de Janeiro. Des d'allà, van visitar bona part d'Europa: Espanya, Gran Bretanya, Bèlgica, Alemanya, Àustria i Itàlia. Mentre eren en territori alemany, van rendir visita a Coburg, la ciutat on va ser enterrada la filla petita del matrimoni imperial, Leopoldina, morta mesos enrere de tifus. Van travessar el Mediterrani fins a Egipte, després Grècia, Suïssa i França, des d'on retornaren al Brasil.
Un lustre després va repetir l'experiència. Va sortir el 1876 cap a Amèrica del Nord, visitant ciutats com Nova York, San Francisco, Nova Orleans, Washington DC o Toronto. Va creuar l'Atlàntic i va conèixer el nord d'Europa: Dinamarca, Països Baixos, Suècia, Finlàndia i l'Imperi Rus. Després va viatjar al sud, fent parades a l'Imperi Otomà, Terra Santa i, de nou, Egipte. Va tornar travessant Europa central fins a arribar a Portugal, on va agafar el vaixell que el portaria de tornada al Brasil, on va arribar el setembre de 1877.
En aquests viatges va poder trobar-se amb intel·lectuals i científics, amb els que va conversar i compartir interessos. Per exemple, als EE.UU. va conèixer Thomas Alva Edison i Alexander Graham Bell. Aquest últim va mostrar-li un nou invent, que va captivar l'Emperador: un prototip de telèfon. Pere II va insistir que el Brasil fos un dels primers països en tenir línies telefòniques, instal·lant-se la primera només un any després, entre Rio de Janeiro i Petrópolis.
La comitiva imperial es traslladava amb certa discreció, movent-se en tren i fent nit en hotels, sense el rebombori i la pompa associada a un viatge oficial d'un cap d'estat. Sovint feia servir només el seu nom, Pedro de Alcântara i insistia en rebre un tractament informal. Pere II va deslliurar-se dels estrictes protocols de palau i gaudir de l'anonimat i privacitat. La tornada a la Cort no va ser fàcil per a ell, no va readaptar-se. Si l'emperador ja havia demostrat poc interès en assegurar la continuïtat dinàstica de la corona, ara ja no tenia desitjos, ni s'esforçaria, en mantenir-la durant el que li quedés de vida.

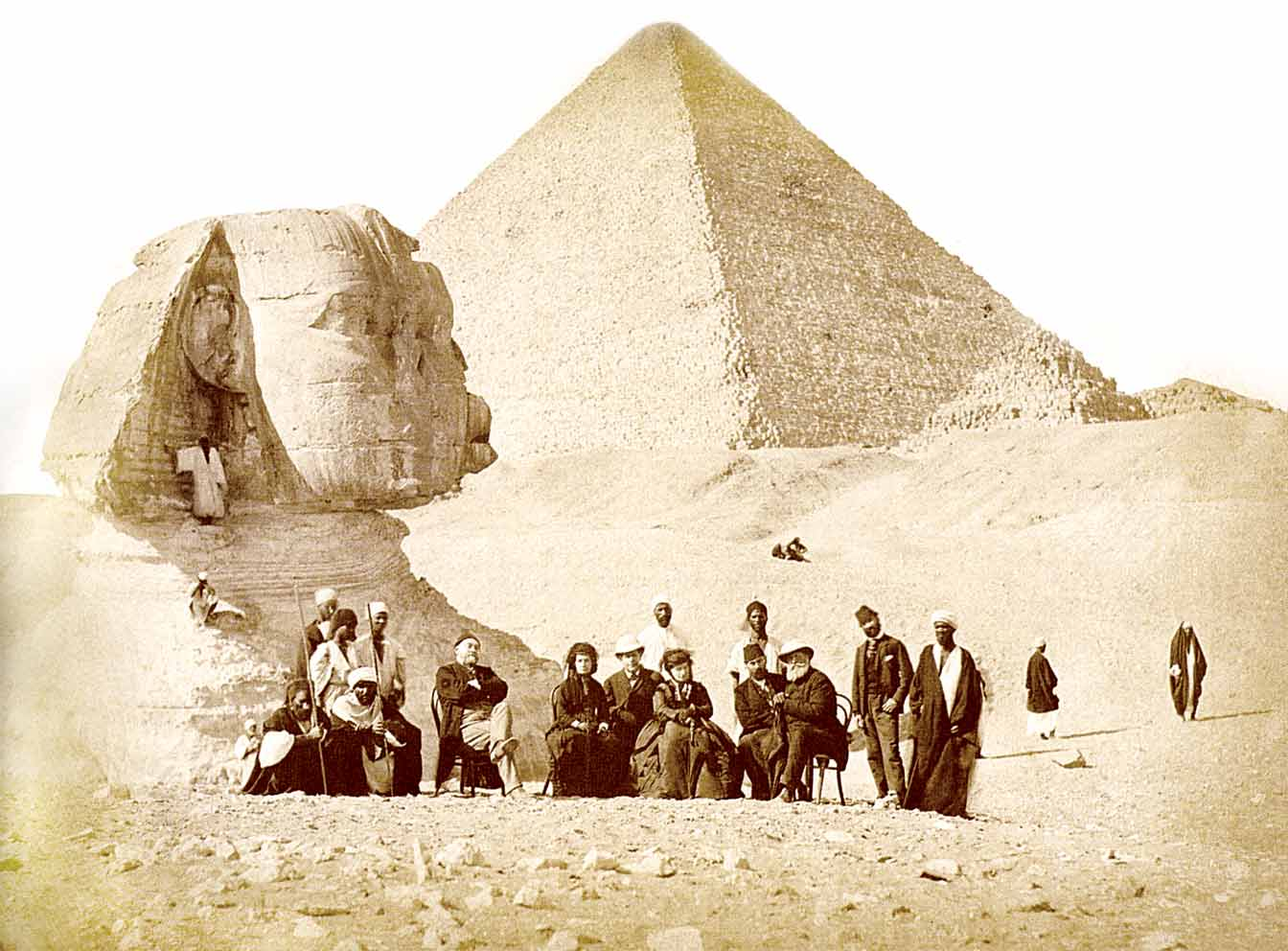
A la Necròpolis de Guiza, 1871
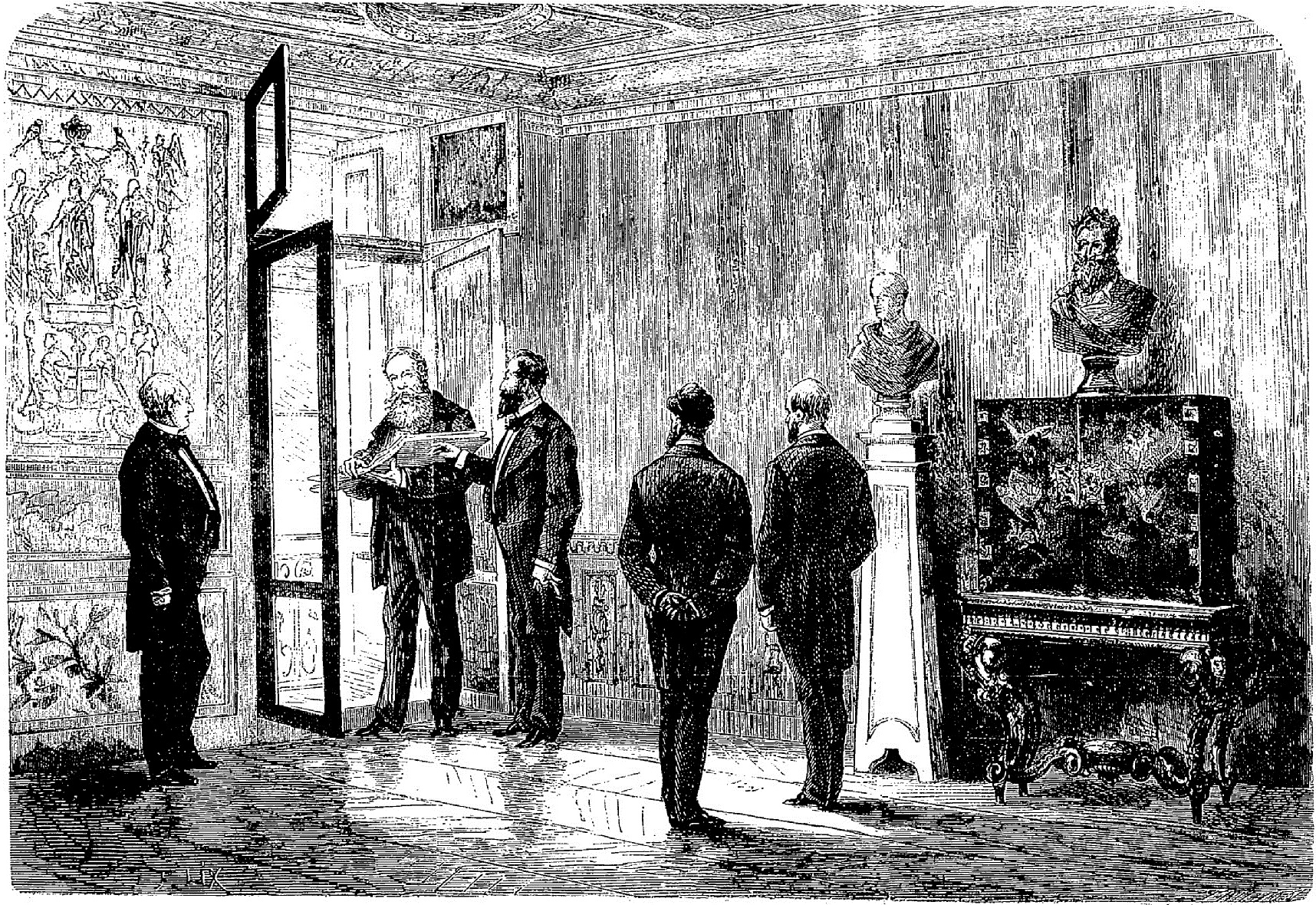
A París, 1872
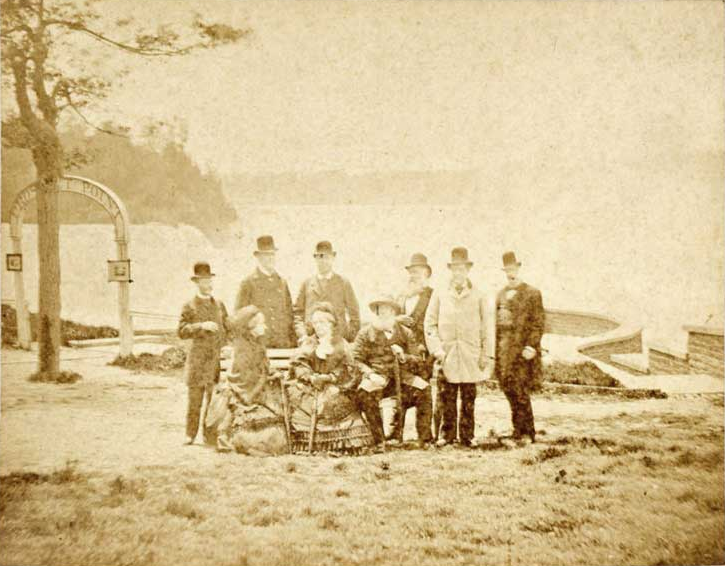
A les Cascades del Niàgara, 1876

## Declivi i caiguda

### Decadència

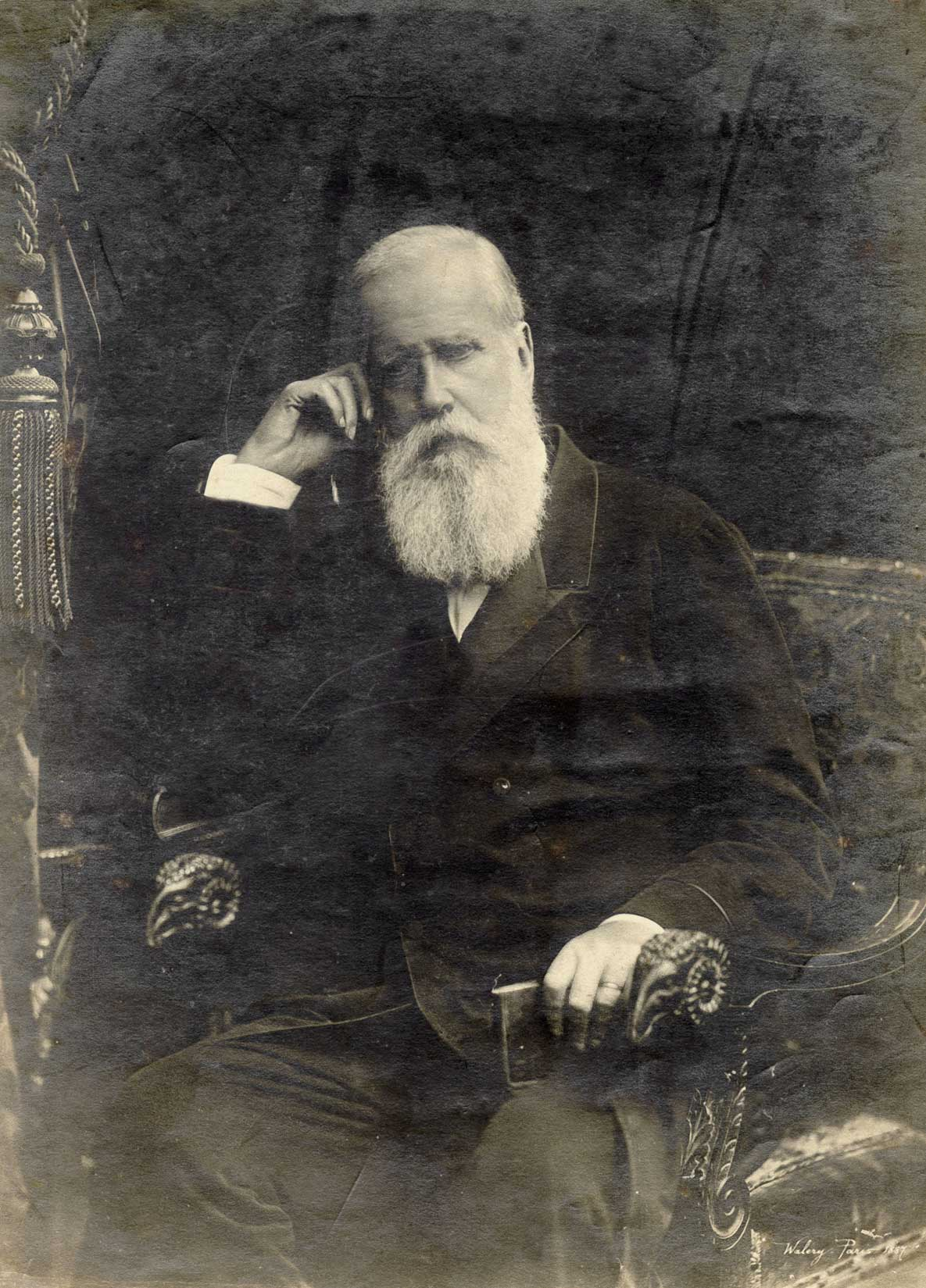
Pere II, 1887.

En la dècada del 1880, el país seguia prosperant i evolucionant, veient néixer el primer moviment pels drets de les dones. La situació personal de l'emperador era l'oposada, cada cop més cansat i avorrit, inclús pessimista. Es mantenia fidel a les seves obligacions com a cap d'estat i continuava meticulós en el seu compliment, però les executava sense cap entusiasme. Aquesta indiferència respecte al futur de la nació i del sistema imperial va ser considerada per molts historiadors com la causa última de la caiguda del règim.
Els polítics que van acompanyar Pere II en les primeres etapes de la seva singladura com a emperador estaven jubilats o morts. Els dirigents que ocupaven ara les altes esferes polítiques pertanyien a una quinta posterior, que havien viscut només els anys de bonança i no tenien el record de l'època caòtica de la regència, caracteritzada pel desgovern i les lluites internes. La nova generació no veia necessari mantenir i defensar la institució imperial com una força benèfica i unificadora. El paper de Pere II en el passat recent, doncs, era ignorat i menystingut per les elits. S'hi sumava la manca d'un hereu, una alternativa viable que sumés el bagatge del monarca a un nou impuls al capdavant del govern. L'emperador estimava la seva filla Isabel, però sempre va descartar l'opció d'una dona dirigint el país aconseguint fent prevaldre el seu criteri conciliador en benefici del Brasil. Malgrat que la Constitució preveia la possibilitat d'una hereva, l'opinió de Pere II sobre la seva successió era compartida pel Parlament i pel gruix de la població, que seguia sent molt tradicional.
Fins llavors, el republicanisme era una idea minoritària, només present en cercles molt reservats de la burgesia a la capital. Per tant, tenia poc suport entre les classes modestes i en la perifèria del país. Però, les idees positivistes que poc a poc arribaven des d'Europa, anirien quallant entre els oficials de l'exercit, el que va dur a la indisciplina del cos. El seu desig era una república dictatorial que suplantés la monarquia parlamentària liberal assentada feia quatre dècades.

### Abolició de l'esclavitud

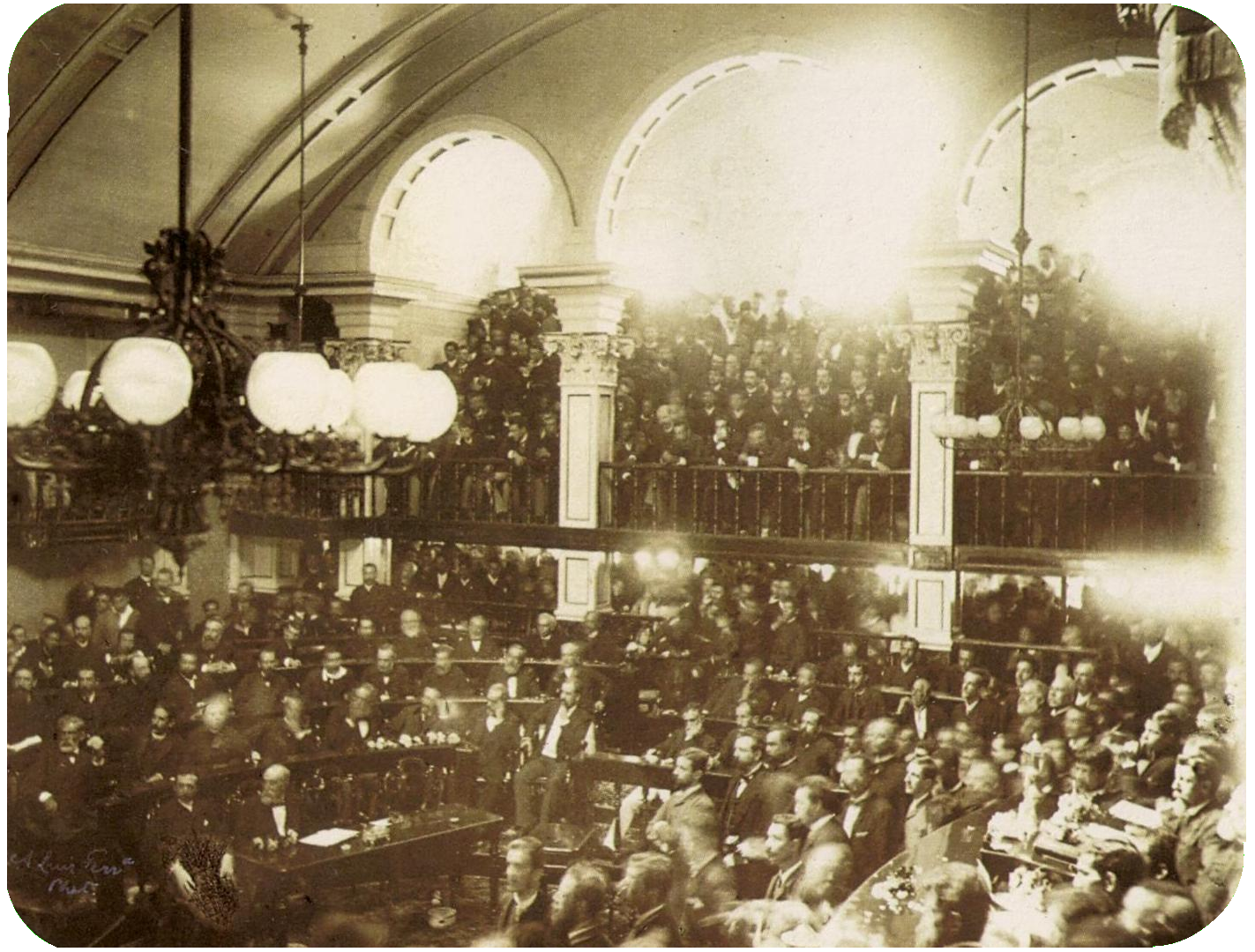
El Senat brasiler, ple a vessar, durant la sessió en la que es va aprovar la Llei Àuria, el 13 de maig de 1888.

El 1885, el govern va signar la Llei dels Sexagenaris, que decretava la llibertat de tots els esclaus que superessin els 60 anys d'edat. Va ser una mesura poc eficient, ja que el percentatge d'esclaus que arribaven a aquesta edat era escàs. El pas següent va ser el definitiu: el 13 de maig de 1888 es va aprovar la Llei Àuria, que abolia definitivament l'esclavitud al Brasil.
Aquest fet va trobar a l'Emperador fora del Brasil. En l'hivern de 1887, l'estat de salut de l'emperador havia fet una davallada considerable i els metges van suggerir que viatgés a Europa per rebre tractament. Mentre es trobava a Milà, va passar dues setmanes en estat crític, rebent fins i tot l'extremunció. Quan la Llei fou aprovada, Pere II es trobava encara a Itàlia. Fins al mes d'agost no va poder tornar al Brasil i, quan va desembarcar, fou aclamat per una gran multitud, que demostrava la gran estima que el poble tenia pel monarca i la vàlua de la seva tasca al capdavant de la nació.
Malgrat tot, l'Emperador va patir un atemptat el 15 de juliol de 1889, quan un ciutadà va disparar contra ell a la sortida del teatre, sense que hi hagués cap ferit. L'agressor, Adriano Augusto do Vale, va ser detingut. Les investigacions no van trobar lligams amb cap organització o partit polític, ni proves de que l'intent de magnicidi hagués estat organitzat per ningú més.

### Cop d'estat

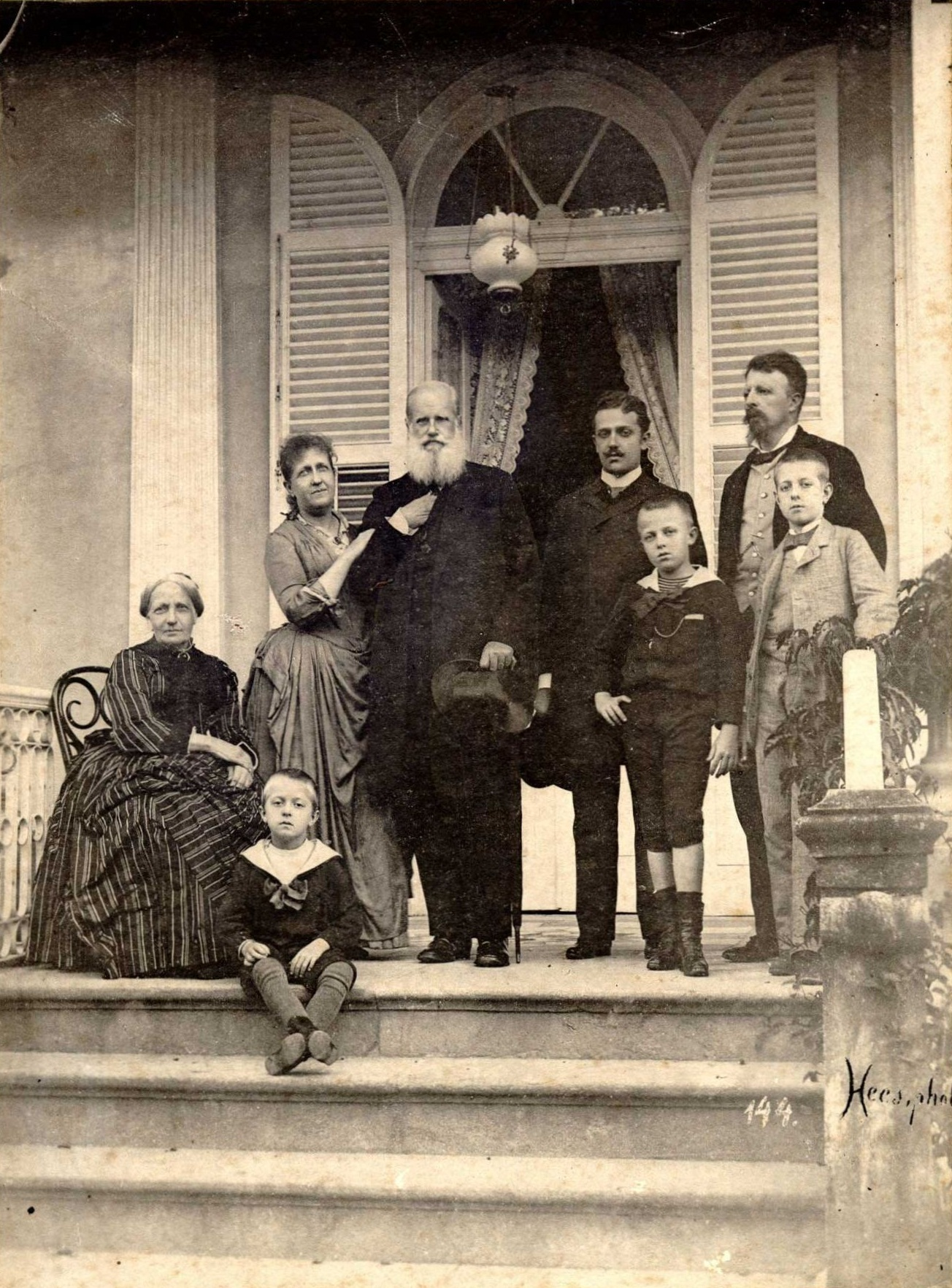
Última fotografia de la família imperial a Rio de Janeiro, 1889.

L'abolició va desencadenar una reacció en cadena que terminà amb el cop d'estat i la fi del règim imperial. Malgrat que l'absència de ma d'obra esclava no va comportar el cataclisme que els sectors més reaccionaris havien previst, els terratinents van unir-se a l'alta burgesia de la capital en el seu desitjos de canvi. Aquests consideraven que l'estat havia confiscat la seva propietat i, a més, no havien rebut cap compensació econòmica. Els propietaris de terres tenien un immens poder polític arreu del país i, per evitar mals majors, el govern va aprofitar la bonança econòmica per oferir-los una abundant línia de crèdit a baix cost. També va repartir títols nobiliaris als latifundistes més poderosos, per silenciar-los i debilitar el moviment republicà.
Totes aquestes mesures van posar en peu d'alerta als militars insurgents, que veien que el seu suport civil podia esvair-se. A més, l'agost de 1889 es va decretar la reorganització de la Guàrdia Nacional, un cos que es trobava inactiu. Tant la facció republicana com els dissidents de l'exercit van creure que es trobaven en un punt de no retorn i que no tenien més remei que actuar immediatament.
Els militars van executar el seu cop d'estat el 15 de novembre de 1889 i van instaurar la República. Tot i el suport de la ciutadania envers l'emperador, el cop va reeixir amb molt poca resistència: «rarament una revolució havia sigut tan minoritària». L'escassa resistència monàrquica va ser esclafada pels republicans. Hi hagué disturbis i alguns batallons van negar-se inicialment a secundar la República, però l'exercit encapçalat pel Mariscal Manuel Deodoro da Fonseca va imposar-se ràpidament.
Durant tot el procés, Pere II no va demostrar cap mena d'emoció, com si no l'importés gaire el desenllaç. Tampoc va voler fer cas de les peticions dels seus assessors per resistir i sol·licitar l'auxili dels seus partidaris. Inclús va comentar, amb un to lacònic: «Serà la meva jubilació. He treballat massa i estic cansat. Ara vaig a descansar». Ell i la seva família van sortir del Brasil dos dies després, el 17 de novembre, rumb al seu exili a Europa.

## Últims anys

### Exili

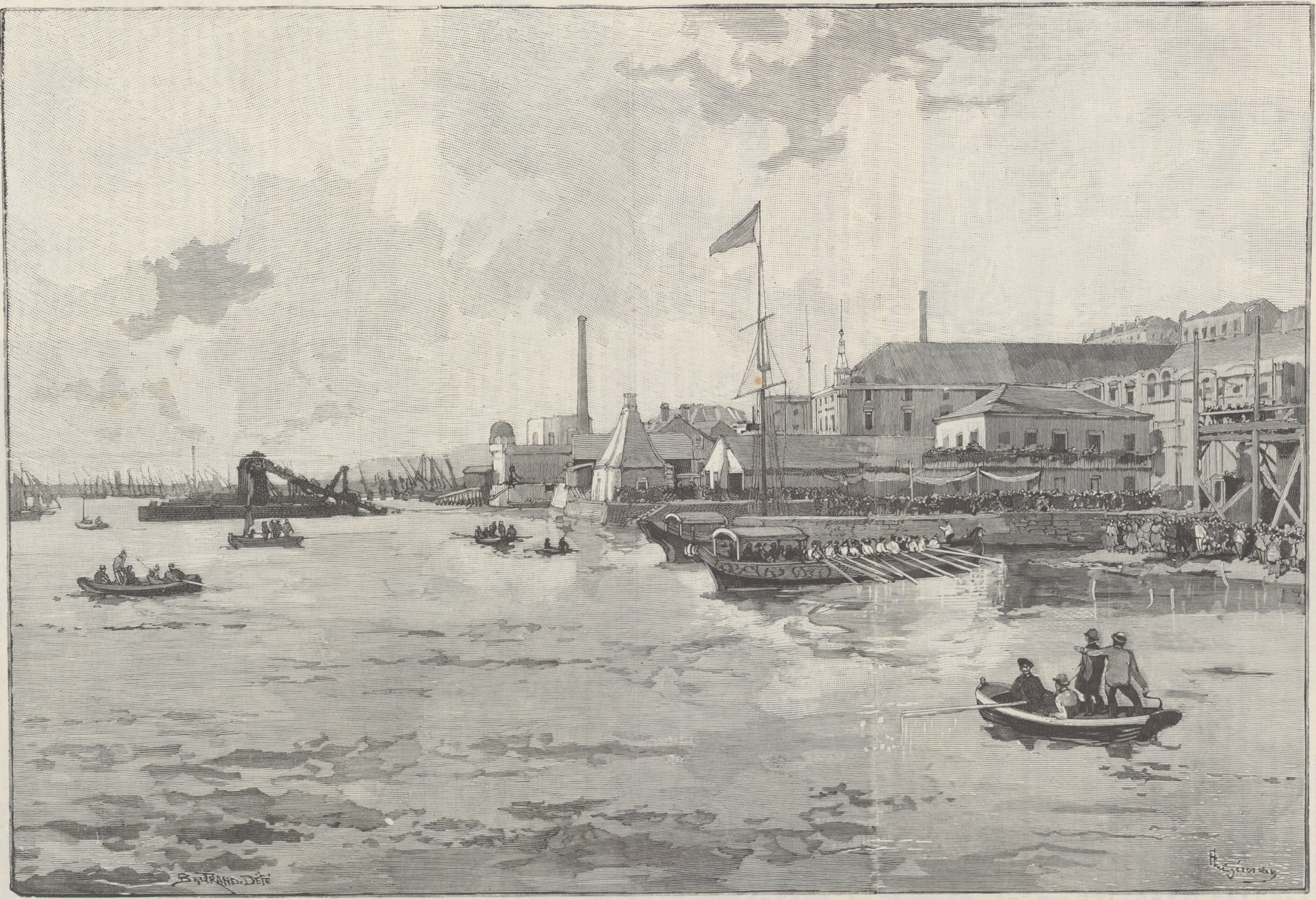
Arribada de Pere II a Lisboa.

En la travessia de Brasil a Portugal, l'emperadriu va emmalaltir. El vaixell que transportava la família imperial va haver de fer una escala d'emergència a Porto, on Teresa va morir tres setmanes més tard. Després d'una breu parada a Lisboa, Pere II va dirigir-se a París, on es va instal·lar. La seva filla Isabel va seguir el marit, Gastó d'Orleans, al castell d'Eu, on moriria el 1921.
Els últims anys de vida de l'exmonarca van ser solitaris i melancòlics. Sense recursos financers, vivia amb l'ajuda econòmica del seu amic, el comte Manuel Joaquim Alves Machado, mentre escrivia i idealitzava un futur retornant al seu país.

### Mort

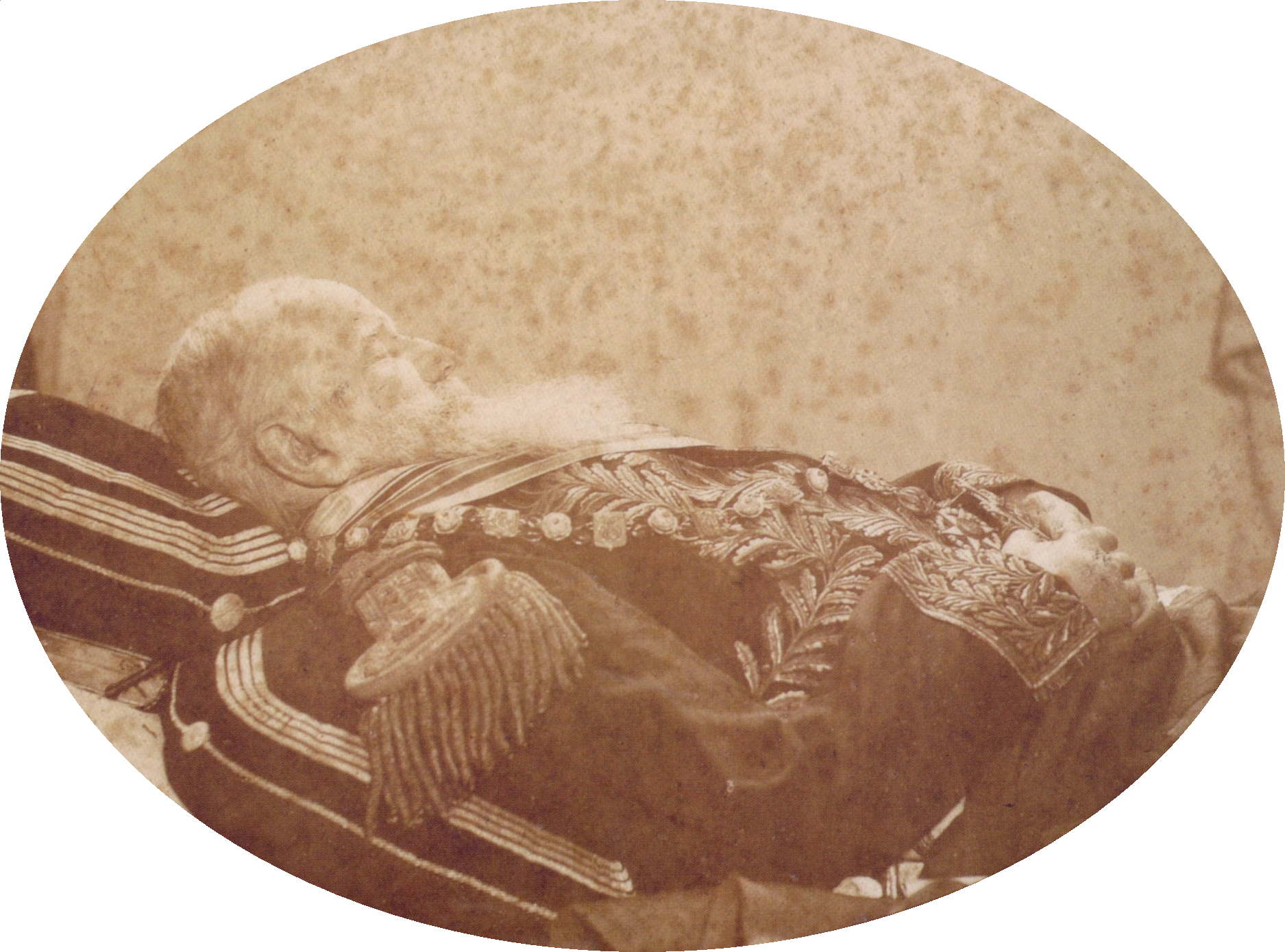
Fotografia de l'Emperador en el seu llit de mort, ja amortallat amb l'uniforme de gala.

Després d'una passejada per la riba del Sena, Pere II va notar els primers símptomes d'un refredat. La malaltia va empitjorar, convertint-se en una pneumònia. La seva salut va degradar-se, fins trobar la mort a les 00:35 de la matinada del 5 de desembre de 1891. Les seves últimes paraules van ser «Que Déu em concedeixi aquests últims desitjos: pau i prosperitat per al Brasil». Mentre prepararaven el seu cos, van trobar un paquet al dormitori, amb un misstge manuscrit per l'emperador: «És terra del meu país, desitjo que sigui desada en el meu taüt, en cas de morir fora de la meva Pàtria». El paquet efectivament contenia terra de totes les províncies del Brasil i, complint la voluntat de Dom Pedro II, van deixar-la amb ell dintre del calaix.

### Funeral

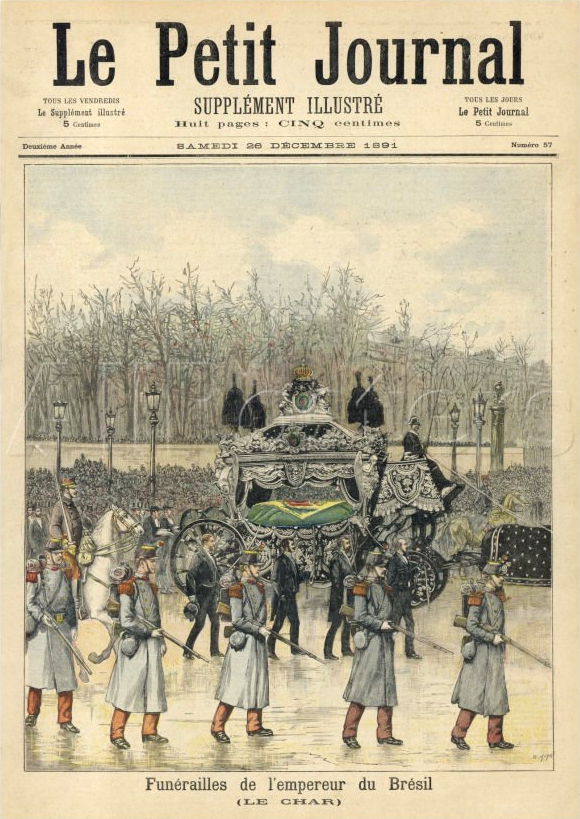
Portada de Le Petit Journal, cobrint les exèquies de l'Emperador.

La Princesa Imperial destijava realitzar una cerimònia discreta i íntima, però va acabar accedint a la petició del govern francès d'organitzar un funeral d'estat. Millars de personalitats van comparèixer en la cerimponia realitzada a l'església de la Madeleine. A més de la família imperial, hi assistiren Francesc II de les Dues Sicílies, Isabel II d'Espanya, Lluís Felip d'Orleans (comte de París) i diversos representants de la reialesa europea.. La comitiva del govern de Marie François Sadi Carnot va estar encapçalada pels presidents del Senat i el Parlament. Hi acudiren un gran nombre de diplomàtics, la pràctica totalitat de l'Acadèmia Francesa i altres intel·lectuals. El cos va ser traslladat a Lisboa, on va reposar a l'església de São Vicente de Fora, dintre del panteó de la dinastia Bragança.
El govern republicà del Brasil, des de l'arribada al poder, va evitar qualsevol tipus de manifestació favorable a l'antic règim, coartant la creació de diaris o partits polítics monàrquics. En aquesta mateixa línia, sabedor de l'estima que el poble encara tenia pel vell monarca, va evitar fer qualsevol manifestació oficial davant de la seva defunció. Tot i així, la ciutadania va reaccionar massivament a la notícia, tancant comerços, portant crespons negres en senyal de dol i assistint a misses multitudinàries.

### Llegat
Els brasilers es van mantenir aferrats a la figura de Pere II, considerat com un heroi. Aquesta visió era encara més forta entre la població afrobrasilera, que considerava que li devia la llibertat. La imatge de Pere II com un emperador savi, bo, auster i honest va anar engrandint-se amb el pas del temps. Un seguit de crisis polítiques i econòmiques van embrutar la tasca dels primers governs republicans i el poble ho va atribuir a l'absència del vell monarca. Fins i tot els propis polítics republicans van acabar reconeixent la vàlua de Pere II com a dirigent i de les seves polítiques progressistes.
Amb la proximitat del centenari de la declaració d'independència, l'any 1921 es van repatriar els cossos del matrimoni imperial, que novament rebrien la consideració de Caps d'Estat. El dia de la seva arribada va ser declarat festiu nacional i centenars de milers de persones van sortir a rebre'l i participar de la cerimònia principal a Rio. Aquest homenatge va marcar la reconciliació del Brasil republicà amb el seu passat monàrquic. El cos va ser sepultat finalment a la Catedral de Petrópolis, la ciutat que la família imperial va aixecar per convertir-la en la seva segona residència.
Els historiadors acostumen a tenir una gran estima per Pere II i el seu regnat. La literatura historiogràfica que tracta d'ell és molt vasta i amplament positiva, inclús laudatòria. L'Emperador és sovint considerat com el brasiler més important de la història. En paraules de Richard Graham, «la major part dels historiadors del segle xx, miren nostàlgicament aquest període, utilitzant les descripcions de l'Imperi per criticar - a vegades sutilment, a vegades ni això - els règims republicans i dictatorials subseqüents del Brasil».

## Títols honorífics
Brasilers:
- Gran Mestre de l'Imperial Orde de Nostre Senyor Jesucrist
- Gran Mestre de l'Imperial Orde de Sant Benet d'Avis
- Gran Mestre de l'Imperial Orde de Sant Jaume de l'Espasa
- Gran Mestre de l'Imperial Orde de la Creu del Sud
- Gran Mestre de l'Imperial Orde de Pere I
- Gran Mestre de l'Imperial Orde de la Rosa

Estrangers:
- Segon Imperi Mexicà - Gran Creu de l'Imperial Orde de l'Àguila Mexicana
- Imperi Austrohongarès - Gran Creu de l'Orde de Sant Esteve
- Bèlgica - Gran Cordó de l'Orde de Leopold
- Regne de Romania - Gran Creu de l'Orde de l'Estrella
- Dinamarca - Cavaller de l'Orde de l'Elefant
- Regne de les Dues Sicílies - Gran Creu de l'Orde de Sant Januari
- Regne de les Dues Sicílies - Gran Creu de l'Orde de Sant Ferran i del Mèrit
- Segon Imperi Francès - Gran Creu de la Legió d'Honor
- Regne de Grècia - Gran Creu de l'Orde del Salvador
- Països Baixos - Gran Creu de l'Orde del Lleó Neerlandès
- Espanya - Cavaller de l'Orde del Toisó d'Or
- Regne Unit - Cavaller Estranger de l'Orde de la Lligacama
- Ciutat del Vaticà - Gran Creu de l'Orde Eqüestre del Sant Sepulcre de Jerusalem
- Ducat de Parma - Gran Creu de la Sagrada Orde Militar Constantiniana de Sant Jordi
- Regne de Portugal - Gran Creu de l'Orde de la Immaculada Concepció de Vila Viçosa
- Regne de Portugal - Gran Creu de l'Orde Militar de la Torre i l'Espasa, del Valor, Lleialtat i Mèrit
- Regne de Prússia - Gran Creu de l'Orde de l'Àguila Negra
- Imperi Rus - Gran Creu de totes les Ordes de Cavalleria de Rússia
- Regne d'Itàlia - Gran Creu de l'Orde de l'Anunciació
- Suècia - Gran Creu de l'Orde de Serafí
- Suècia - Gran Creu de l'Orde de l'Estrella Polar
- Imperi Otomà - Gran Creu de l'Orde de Medjidié (1ª classe)
- Orde Sobirà i Militar de Malta - Gran Creu de Malta